# Ольмеки

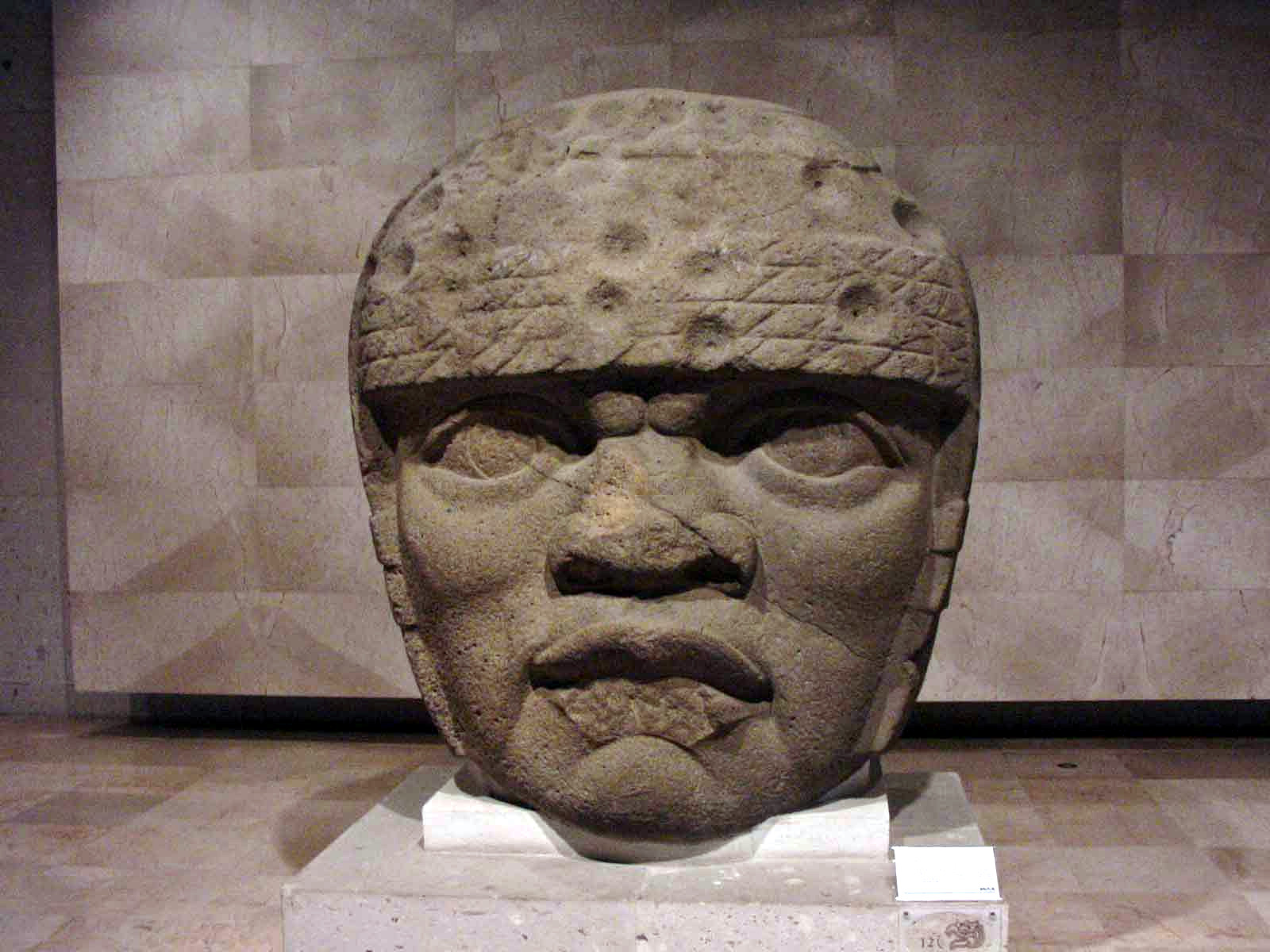
Ольмекская голова номер три из Сан-Лоренсо-Теночтитлана, 1200—900 до н. э.

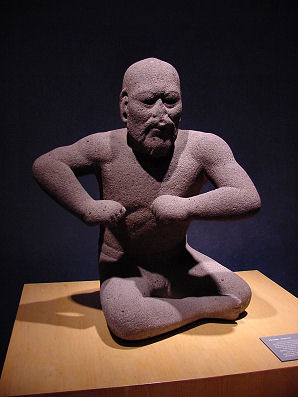
«Борец», статуэтка ольмекской эпохи, 1400—400 до н. э.

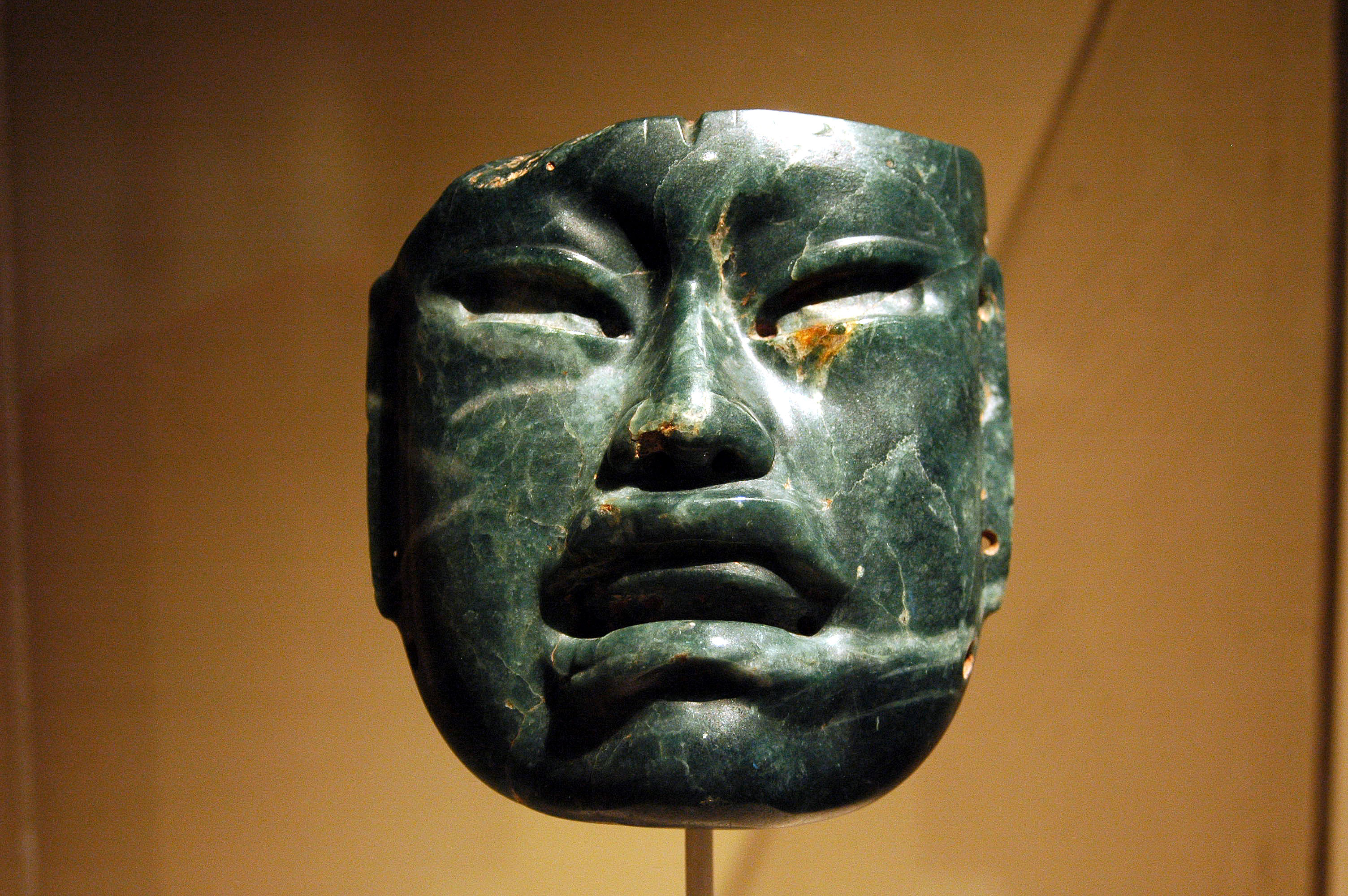
Ольмекская жадеитовая маска, 1000—600 до н. э.

Ольме́ки — древняя мезоамериканская цивилизация. Название дано условно, по одному из небольших племён, живших на указанной ниже территории. Являются создателями первой «крупной» цивилизации в Мексике, которая была наследницей культур, последовательно развивавшихся в Соконуско, на юго-западе мексиканского штата Чьяпас.
Цивилизация ольмеков обитала в тропических долинах южной и центральной Мексики на территории современных штатов Веракрус и Табаско. Возможно, родственны создателям культуры мокая из Соконуско и носителям языков михе-соке. Их культура процветала в течение периода становления Мезоамерики примерно с 1500 года до н. э. до 400 года до н. э. Доольмекская культура существовала примерно с 2500 года до н. э. по 1600—1500 годы до н. э.
Культура ольмеков на ранних ступенях развития появилась в районе Сан-Лоренсо-Теночтитлана неподалёку от побережья океана в юго-восточной части современного мексиканского штата Веракрус. Во многих отношениях эта мезоамериканская цивилизация стала первой, повлияв на все последующие. Хотя большинство учёных считает, что культура ольмеков заложила основы последующих цивилизаций, есть существенные разногласия по поводу объёмов ольмекского влияния, а также того, что именно следует называть культурой ольмеков. Например, они первыми ввели практику ритуального кровопролития и игру в мяч.
О цивилизации ольмеков стало известно в конце XIX — начале XX века, когда собиратели артефактов доколумбовой эпохи обнаружили на рынке казавшиеся необычными изделия. Сегодня ольмеки широко известны, прежде всего, своими произведениями искусства, особенно гигантскими головами.

## Название
Название «ольмек» происходит от ацтекского слова Ōlmēcatl /oːlˈmeːkat͡ɬ/ (единственное число) или Ōlmēcah /oːlˈmeːkaʔ/ (множественное число). Оно состоит из двух корней: ōlli /ˈoːlːi/ со значением «резина, каучук» и mēcatl /ˈmeːkat͡ɬ/ со значением «канат», и таким образом слово означает «резиновая нить» или «линия». Сами ацтеки обозначали этим словом людей, живших у залива в XVI—XVII веках, то есть примерно через 2000 лет после исчезновения цивилизации. Определение «резиновые люди» было связано с тем, что живущие в этих областях индейцы промышляли добычей и продажей каучука, который создавался путём смешивания жидкостей из дерева Castilla elastica и цветов Ipomoea alba. Таким способом каучук уже добывался с 1600 года до нашей эры.
Когда в этих местностях археологи стали обнаруживать следы раннее неизвестной мезоамериканской культуры, они ошибочно решили, что это были те самые ольмеки, продававшие ацтекам каучук, но уже позже стало ясно, что речь шла о культуре, существовавшей на 2000 лет раньше предполагаемой даты. Несмотря на ошибку, за этой исчезнувшей культурой уже закрепилось название «ольмеки», которое применяется и по сей день.
Неизвестно, как ольмеки называли сами себя. В мифологии поздних мезоамериканских культур упоминается «прародина человечества и богов» Тамоанчан, и есть вероятность того, что под этим словом подразумевается родина ольмеков. Учёные и археологи также иногда используют наименование Теноцеломе, что переводится, как «пасть ягуара».

## История
Сердце ольмекской цивилизации располагалось в низменных областях у мексиканского залива, где она развивалась изначально в регионе нынешнего муниципалитета Соконуско, мексиканского штата Веракрус. Эта местность представляет собой часто заболоченные низменности с невысокими холмами, хребтами и вулканами. Отдельно выделяется местность, обозначенная горой Сьерра-де-лос-Туштлас резко возвышающейся на севере, вдоль залива Кампече. Здесь ольмеки возводили городские и храмовые сооружения в Сан-Лоренцо-Теночтитлан, Ла-Вента, Трес-Сапотес и Лагуна-де-лос-Серрос. Предположительно, здесь возникла самая первая мезоамериканская цивилизация, правившая этими землями с 1400 до 400 годов до нашей эры.

### Происхождение
Принято считать, что ольмекская цивилизация зародилась между 1400 и 1200 годами до нашей эры. Самые ранние находки, связанные с ольмеками были найдены в предположительном святилище Эль-Манати, находящемся рядом с тремя другими археологическими раскопками, известными под общим названием Сан-Лоренцо Теночтитлан. Они датируются 1600—1500 годами до нашей эры, когда культура ольмеков уже существовала, но ещё не была достаточно развитой, чтобы строить города. Вероятно, что сами корни ольмеков или предшествующих им культур восходят к ранним индейским земледельческим культурам из Табаско, зародившимся ещё между 4600 и 5100 годами до нашей эры. Эти ранние культуры питались теми же пищевыми продуктами и пользовались теми же инструментами, что и более поздняя цивилизация ольмеков.
Культура, которую сегодня принято называть ольмеками в своём конечном виде сложилась в Сан-Лоренцо Теночтитлан, примерно в 1400 году до нашей эры. Ольмеки процветали в том числе и благодаря мягкому местному климату, увлажнённой мягкой почве, а также налаженной транспортной сети через реку Коацакоалькос. Торговлю через реку так же налаживали древние цивилизации Старого Света, как например древний Египет (Нил), Индия (Инд) или древний Китай (Хуанхэ). Вышеописанные благоприятные жизненные и торговые условия приводили к росту населения в этой местности, а от того — возникновению классового неравенства и знати. Именно вместе с появлением высших сословий, ольмеки стали создавать символические и изысканные предметы роскоши. Эти предметы создавались из нефрита, обсидиана, магнетита, которые изначально добывались в областях, крайне далёких от цивилизации ольмеков, что, однако, доказывает существование широкой торговой сети в ранней Мезоамерике. Самый ценный нефрит добывался в долине реки Мотагуа в восточной части Гватемалы, обсидиан же добывался в высокогорных районах Гватемалы, таких как Эль-Чайал и Сан-Мартин-Хилотепеке или в районе Пуэбла, то есть на отдалении в 200—400 километров от городов ольмеков.
Государство, располагавшееся в Герреро — мескальская культура — судя по всему, сильно повлияла на раннее развитие цивилизации ольмеков. Артефакты, обычные для культуры ольмеков можно найти в разных частях Герреро; они более старые, чем находки в районе Веракрус-Табаско, и датируются примерно 1530-ми годами до нашей эры. К ним относятся руины города Теопантекуанитлан.

### Ла Вента

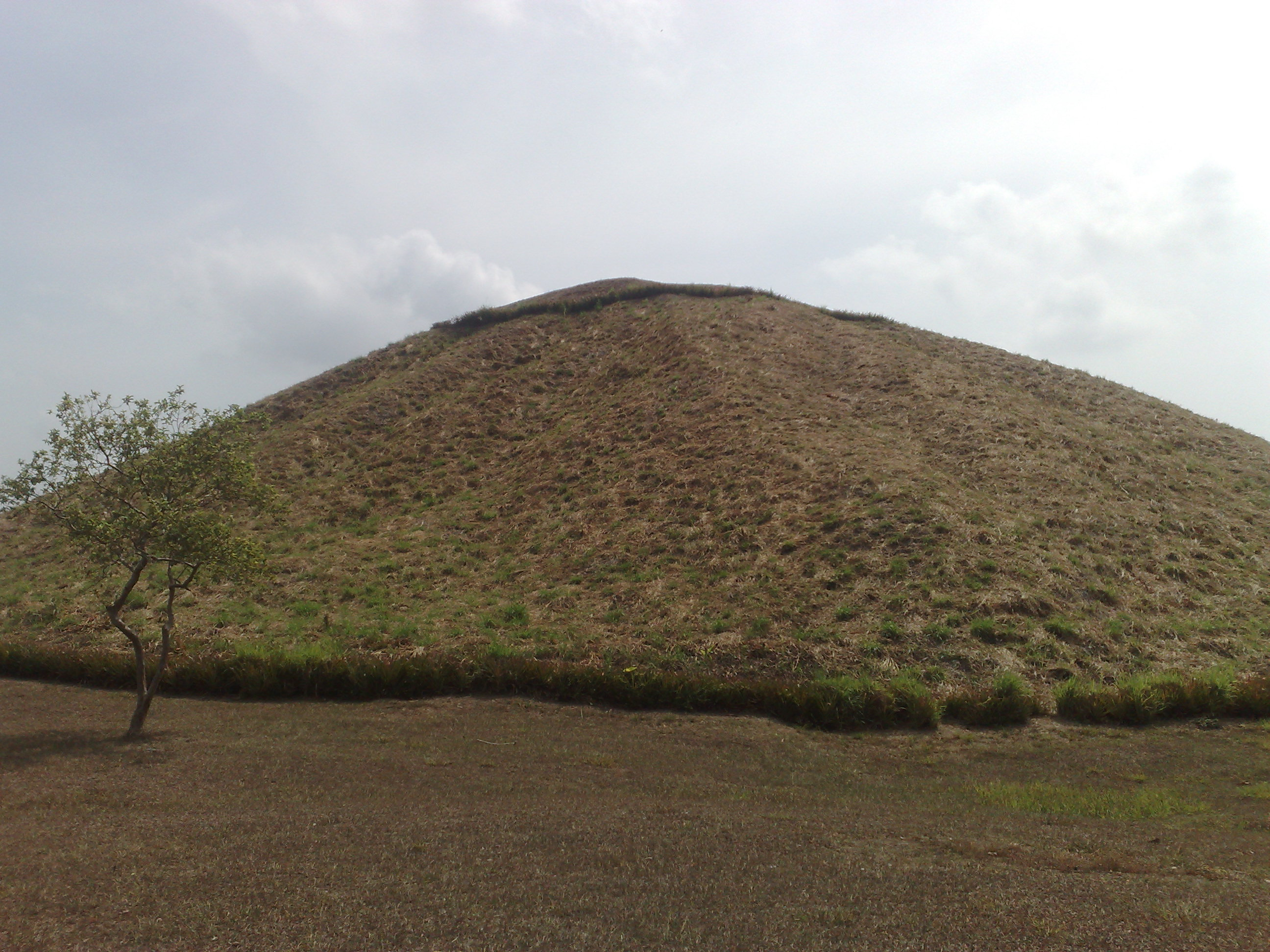
Остатки ольмекской пирамиды, Ла Вента

Первый главный центр ольмекской культуры — Сан-Лоренцо — был заброшен в 900-м году до нашей эры, на вершине своего расцвета и известности. Большинство зданий было внезапно разрушено примерно в 950-х годах до нашей эры, что указывает на некое разрушительное событие — восстание или войну. Распространено также мнение, что резкий упадок был вызван и природными/климатическими изменениями: так, например, важные для ольмеков реки могли сменить своё русло, обрекая население на массовый голод.
После этого центром ольмекской цивилизации стал город Ла Вента, пробывший таковым с 900 до 400 годов до нашей эры. Этот город дальше поддерживал и развивал культурные традиции ольмеков, проявляя впечатляющую мощь и богатство местной знати. «Великая пирамида» была крупнейшей в то время монументальной постройкой в Мезоамерике. Даже сегодня, по прошествии 2500 лет эрозии, остатки этой пирамиды возвышаются на 34 метра над уровнем естественного ландшафта. В районе Ла-Венты археологи раскопали роскошные мозаичные тротуары и множество подношений из нефритовых, керамических статуэток и гематитовых зеркал.

### Упадок
Учёные ещё не сумели выяснить причину исчезновения цивилизации ольмеков. Между 400 и 350 годами до нашей эры население восточных регионов государства ольмеков резко сократилось и вплоть до 19 века этот регион оставался малонаселённым. Археологи предполагают, что виной этому стали резкие климатические изменения, сделавшие эти земли непригодными для сельского хозяйства. Например, эти изменения могли быть вызваны тектоническими сдвигами, проседанием земель или сменой русл рек; экологическое бедствие могли вызвать люди, уничтожавшие леса для того, чтобы на их месте заниматься сельским хозяйством, что приводило к эрозии почвы. Другая распространённая теория гласит, что катастрофическое падение населения было вызвано вулканической деятельностью, вынудившей ольмеков покинуть все свои поселения.
Какой бы ни была причина, в течение нескольких сотен лет города ольмеков были опустошены и почти сразу же в Мезоамерике утвердились другие преемственные культуры. В западной части ольмекской цивилизации — в Трес Сапотес — продолжала существовать некая государственность, но по ряду признаков это была иная, преемственная от ольмеков культура, условно именуемая эпиольмекской. Её следы также встречаются в Исапе, примерно в 550 километрах к юго-востоку.

## Артефакты

### Предметы искусства и изделия
Изначально культура ольмеков была открыта по найденным предметам искусства, которое выделяется своим оригинальным художественным стилем и является отличительной чертой ольмекской культуры. Археологи находили множество изделий из нефрита, глины, базальта, зелёного камня; среди них есть человеческие статуи в натуральную величину. Многие статуи и маски изображают фантастических антропоморфных существ, часто сильно стилизованных и отражающих некий религиозный смысл. Часто люди изображались с опущенными ртами, или же в облике ягуаров-оборотней — людей с животными, антропоморфными чертами. Помимо людей, статуэтки часто изображают животных.
Несмотря на то, что археологи в изобилии находили разнообразные статуэтки, наиболее узнаваемым изделием ольмеков стали массивные каменные головы, изображающие, скорее всего, правителей, а также другие массивные каменные изваяния, как например стелы.

#### Массивные головы
Массивные каменные головы — самое узнаваемое изделие цивилизации ольмеков. Так как археологи не обнаружили каких-либо письмен, объясняющих их предназначение, они по-прежнему спорят об их предназначении. Раньше считалось, что головы изображали игроков в мяч, но сегодня более достоверной считается теория, что головы изображали правителей, возможно, одетых, как игроки в мяч. Каждая голова выдаёт индивидуальные черты, нигде не существует полностью одинаковых голов. Головные уборы на каждой голове также украшены отличительными элементами. Есть предположение, что центральноамериканские индейцы той эпохи верили в то, что эти головы выступают пристанищем для души умершего, по чьему образу было создано изображение головы.
Всего археологами было обнаружено 17 голов, 10 из которых располагаются в Сан-Лоренсо-Теночтитлане, 4 — в Ла-Венте, 2 — в Трес-Сапотесе, и одна — на ранчо Ла-Кобате. Размер голов варьируется от 1,47 до 3,4 метра. Их вес составляет от 25 до 55 тонн.
Головы были вырезаны из крупных каменных блоков или валунов вулканического базальта, найденных в Сьерра-де-лос-Туштласе. Так, например, головы Трес-Сапотеса были вырезаны из базальта, найденного на вершине Серро-эль-Вихии, в западной части Туштласа. Головы из Сан-Лоренсо и Ла-Венты были, судя по всему, вырезаны из базальта, найденного в Серро-Чинтепеке, на юго-востоке. Эти глыбы, вероятно, тащили или доставляли по воде десятки километров. По примерным оценкам, для этого потребовалось бы 1500 человек и 3—4 месяца.
Было выяснено, что некоторые головы и крупные монументальные памятники несколько раз выкапывались, переносились в другие места или перезахоронялись. По крайней мере, две головы пытались разрушить, испортить. Неизвестно, ради чего совершался такой вандализм: для того чтобы добыть каменный материал, руководствуясь некими идеологическими или религиозными побуждениями, или из-за войн и внутренних конфликтов.

#### Нефритовые маски
Один из самых распространённых типов артефактов цивилизации ольмеков — небольшого размера маски и лица, вырезанные из нефрита. Это был особенно ценный материал у ольмеков, подтверждающий высокое положение правящих классов. Самые первые ольмекские скульптуры, изображавшие людей, датируются 1500 годом до нашей эры. Это были деревянные скульптуры, обнаруженные в болотах Эль-Манати. Эти находки выделяются тем, что были созданы ещё до появления развитой цивилизации ольмеков, но в этих деревянных скульптурах уже прослеживается неповторимый «ольмекский стиль».
«Ольмекские маски» находились в самых неожиданных регионах Латинской Америки и археологических раскопках других мезоамериканских цивилизаций, в том числе и в одном из альтепетлей рядом с Теночтитланом, столицей ацтеков. Это позволяет предполагать, что археологические находки ольмеков выступали предметом коллекционирования среди представителей других более поздних мезоамериканских цивилизаций, так же, как например в средневековой Европе коллекционировались римские артефакты.
Ольмекские маски выделяются своим в целом очень отличительным стилем — глубоко посаженными глазами, ноздрями и крупным асимметричным ртом. Часто такие маски изображают оборотней-ягуаров — людей, наделённых животными чертами, как например огромный рот. Это вид искусства неразрывно связан с религией ольмеков, веривших в существование расы ягуаров-оборотней, возникших из союза женщины и ягуара.

#### Топоры
Другой распространённый тип археологических находок ольмеков — это топоры с изображением ягуаров-оборотней, которые, по-видимому, использовались для ритуалов. Голова оборотня довольно крупна и занимает половину от материала топора.

### Ольмекские изделия за пределами их родины

Точки на карте Мексики, где обнаружены ольмекские артефакты, оранжевым обозначено государство ольмеков

Хотя отличительные монументальные изделия ольмеков, как например массивные головы, скульптуры или алтари были найдены лишь на их родине, многие небольшие артефакты — такие, как орнаменты, фигурки и прочие художественные произведения — были обнаружены археологами в сотнях километрах от родины ольмеков. Так, например, ольмекские статуэтки встречаются среди археологических захоронений культуры тлатилько в долине Мехико. Монументальное ольмекское искусство можно встретить среди руин ранних цивилизаций Чалькацинго, испытывавшей явное культурное влияние со стороны ольмеков. Влияние ольмеков заметно в Теопантекуанитлане, ряд ольмекских находок были обнаружены в разных археологических зонах штата Герреро, или даже там, где ныне располагается Гватемала и где располагались южные области распространения цивилизации майя.
Существует множество теорий, как ольмеки оказывали влияние на соседние цивилизации и как их предметы оказывались далеко за пределами их родины. Они включают, в частности, торговлю, колонизацию ольмеками дальних регионов, путешествия ольмекских ремесленников, сознательное подражание и военное влияние ольмеков. Ольмекские украшения могли быть знаком высокого статуса и поэтому приобретались вождями для утверждения своей власти.
Многие поздние мезоамериканские культуры, майя и ранние цивилизации долины Мехико — например, жители Теотиуакана — начинали своё развитие на основе ольмекской культуры. Так, многие монументальные и художественные мотивы ольмеков были явно переняты и развиты майя. Ольмекскую цивилизацию принято считать «материнской» для Мезоамерики. Хоть это и не означает, что ранее в Центральной Америке не существовало развитых культур, именно ольмеки оставили в это время после себя больше монументальных памятников и артефактов, чем кто-либо ещё, и их прямое влияние на развитие поздних культур прямо подтверждается многочисленными археологическими находками. Принято также считать, что, помимо введения письма, они стали первыми в этой местности заниматься монументальным искусством.

## Влияние на развитие мезоамериканских культур
Ольмеки, как первая развитая цивилизация Центральной Америки, оказали ключевое влияние на развитие более поздних цивилизаций. Им приписывают множество нововведений, которыми затем пользовались представители поздних мезоамериканских культур. К ним относятся изобретение письменности, эпиграфии, ритуала кровопускания, человеческие жертвоприношения, изобретение числа ноль, мезоамериканского календаря, мезоамериканской игры в мяч и, возможно, изобретение компаса. Поздние культуры — например, майя — в том числе могли перенять у ольмеков пантеон.

### Письменность
Возможно, ольмеки были первой цивилизацией в западном полушарии, разработавшей собственную письменность. Высеченные ими глифы были найдены в 2002 и 2006 годах и датируются примерно 650—900 годами до нашей эры. Эти письма старше, чем старейшие сапотекские символы, датируемые примерно 500 годом до нашей эры. Ольмекские глифы имеют внешнюю схожесть с письменностью майя, что может говорить о возможной преемственности. В позднее время существования ольмекской цивилизации существовало истмийское письмо, от которого уже позже развилась майяская письменность, однако неизвестно, использовалось ли это письмо ольмеками, или же ранними майя, только начинавшими создавать свою цивилизацию.

### Мезоамериканский календарь длинного счета и изобретение нуля
Календарь Длинного счёта, использовавшийся многими поздними мезоамериканскими цивилизациями, а также концепция нуля, возможно, были впервые использованы ольмеками. Самые ранние следы использования длинного счёта были обнаружены за пределами родных земель майя. Таким образом, этот календарь был перенят майя у другой цивилизации — скорее всего, у ольмеков. Половина из ранних артефактов была найдена в пределах родины ольмеков, однако с этим связана и проблема, так как цивилизация ольмеков прекратила своё существование в четвёртом веке до нашей эры, а самые ранние свидетельства использования длинного счёта датируются более поздними датами.
Календарь длинного счёта также требует использовать ноль, необходимый в двадцатеричной системе счисления. Он обозначался символом, его обнаружили на стеле C в Трес-Сапотес, и он датируется 32-м годом до нашей эры. Это одно из самых ранних свидетельств использование нуля в человеческой истории.

### Игра в мяч
Ольмеки, что крайне вероятно, впервые изобрели мезоамериканскую игру в мяч, столь распространённую среди более поздних мезоамериканских культур. Эта традиция служила для развлекательных и религиозных целей. Археологи нашли дюжину резиновых мячей, датируемых 1600 годами до нашей эры в болотах Эль-Манати, в 10 километрах к востоку от Сан-Лоренцо Теночтитлан. Эти мячи значительно старше самой старой обнаруженной площадки игры в мяч в Пасо-де-ла-Амада, датируемой 1400 годами до нашей эры, хотя и неизвестно, использовалась ли найденная площадка для игры в мяч.

## Язык и этническое происхождение ольмеков

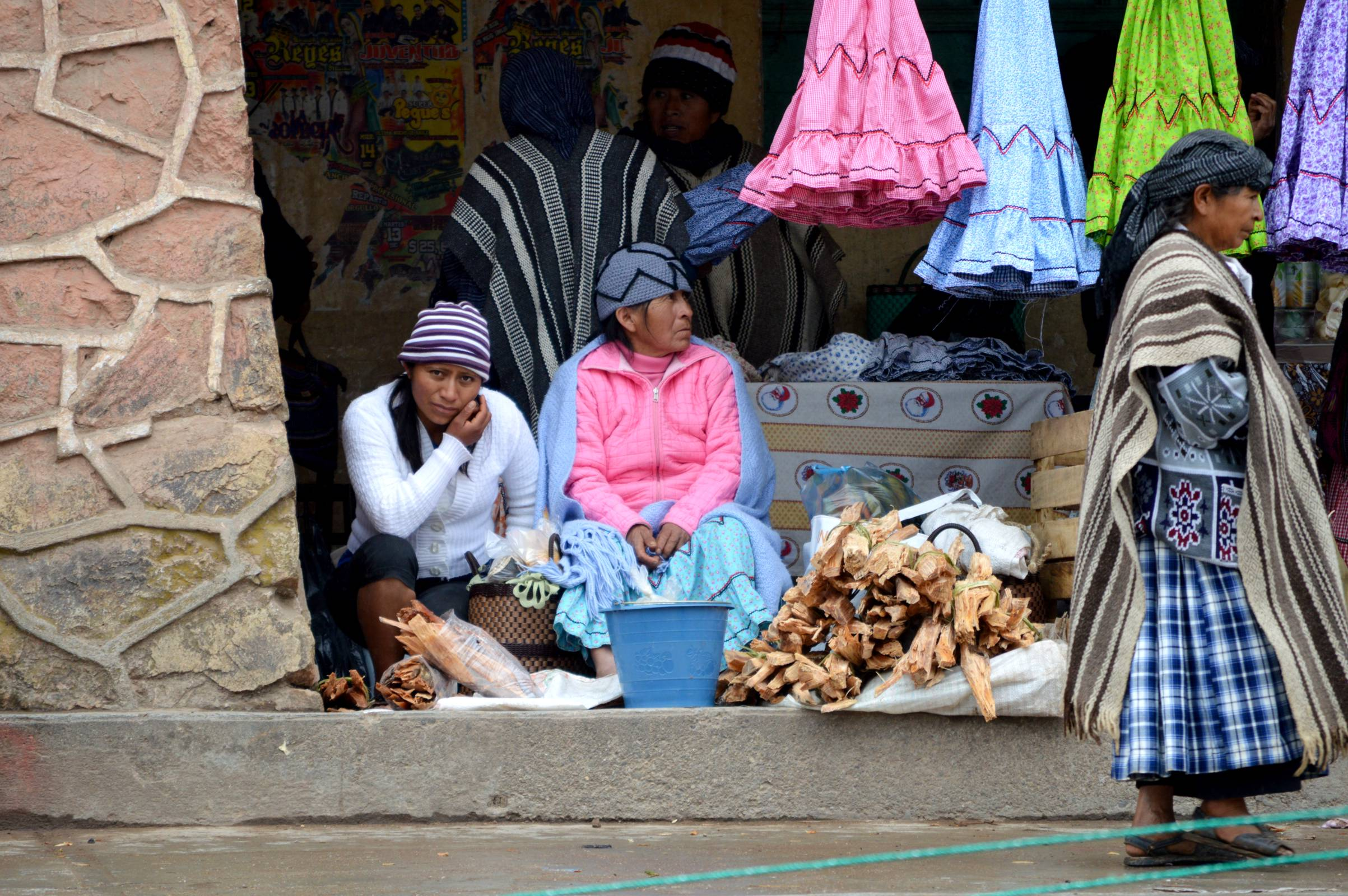
Фотография женщин михе; народы михе и соке принято считать наиболее вероятными потомками ольмеков

В настоящее время отсутствуют прямые источники и доказательства того, кем были ольмеки и на каком языке они разговаривали. Выдвигалась в том числе и теория того, что ольмеки были предками майя. Терренс Кауфман, на основании большого количества михе-сокских заимствований в большинстве мезоамериканских языков, особенно культурных, выдвинул гипотезу, получившую известность среди лингвистов, что ольмеки говорили на языке михе-сокской семьи. В частности, в мезоамериканских языках используются ряд заимствованных из михе-сокских языков слов, такие как ладан, какао, кукуруза, названия многих фруктов, жрец/нагуаль/шаман, табак, лестница, резина, зернохранилище, тыква, бумага и другие слова. Эти слова явно заимствованы, так как используются в разных языках центральноамериканских индейцев даже при том, что эти языки принадлежат к разным языковым семьям. Таким образом, на определённой ступени развития мезоамериканских культур, они испытывали явное влияние со стороны культуры, принадлежащей носителям михе-сокского языка. Заимствованные слова говорят о том, что это была культура, обладающая качествами развитой цивилизации и чьи нововведения затем перенимали соседние и менее развитые индейские народы, которые в будущем разработают собственные развитые культуры. Хотя прямых доказательств этому нет, но с вышеописанным, предки михе-сокских народов наиболее вероятно могли быть ольмеками.
Долгое время эта теория подвергалась критике на основании того, что слова заимствовались в основном из языковой ветви соке, принято было считать, что разделение на михе и соке произошло уже после исчезновения ольмекской культуры, а значит речь шла о древней культуре, но существовавшей уже после падения ольмеков, однако поздние лингвистические исследования отодвинули дату расхождения языковых ветвей на период становления ольмекской цивилизации. Основываясь на обновлённой датировке, архитектурных, археологических закономерностях и особенностях лексики, заимствованной другими центральноамериканскими индейскими народами, наиболее принятой считается теория, что ольмеки из Сан-Лоренцо говорили на прото-михском языке, а из Ла-Венты — на прото-сокском языке.
Современные носители михе-сокских языков проживают и сегодня в основном на территориях, которые выступали родиной для ольмекской цивилизации, что также выступает весомым доводом в пользу этой теории.

### Маргинальные теории
Ольмеки, как представители самой ранней развитой цивилизации Нового Света становятся излюбленной жертвой у сторонников заговора и альтернативной истории. Как правило, это мысль о том, что цивилизация ольмеков была основана переселенцами из Старого Света. Некоторые историки называют это формой расизма, который укрепляет необоснованное предубеждение о неспособности индейцев создавать собственные цивилизации без «постороннего вмешательства». Учёные и историки, изучающие историю Мезоамерики, однако, единодушны в мнение, что ольмекская цивилизация зародилась в Центральной Америке под влиянием существовавших в то время местных культур и без какого либо влияния извне.
Так как для массивных голов типичны толстые губы и широкие носы — отличительная особенность негроидной расы — некоторые археологи в XIX веке выдвинули теорию, что ольмеки были представителями африканской расы, мигрировавших в Новый Свет, однако в настоящее время эта теория признана маргинальной. Сегодня её поддерживают афроцентристы, чёрные националисты и сторонники теорий заговора. Особенности черт лица объясняются небольшим пространством на базальтовых валунах, другие археологи отмечают, что глаза на головах имеют часто эпикантическую складку, свойственную современным индейцам Центральной Америки. Вдобавок, многие современные индейцы Мексики и Гватемалы также могут иметь широкие носы и губы и в целом обладать чертами, типичными для массивных голов. Такая внешность также, скорее всего, отражала идеал красоты, принятый у ольмеков, так же, как у древних майя красивым считалось иметь длинный орлиный нос. Несостоятельность теории об африканском происхождении ольмеков подтверждает полное отсутствие каких-либо африканских генетических следов у индейцев центральной Америки, оставленных в доколумбовую эпоху. Учёные сумели извлечь ДНК из нескольких останков из ольмекских захоронений, показавших, что они являлись коренными жителями для центральноамериканского региона.
Тем не менее, несмотря на вышеописанные опровержения, «африканская теория» глубоко укоренилась, выступая частью современной мифологии. Часто сторонники африканских ольмеков также являются и сторонниками теории древнеегипетской цивилизации, как чёрной и могут продвигать теорию того, что переселенцы из «чёрного Египта» могли создать самую первую цивилизацию в Новом Свете. Тем не менее и эти теории не нашли каких-либо научных подтверждений и признаны противоисторическими, маргинальными.
Некоторые китайские историки и общественные деятели продвигают теорию, что культура ольмеков была основана колонистами из древнего Китая эпохи династии Шан. Сторонники этой теории указывают на явное внешнее сходство ольмекских и китайских изделий времён бронзового века. Тем не менее в пользу этой теории не было выдвинуто никаких существенных доказательств, а схожесть артефактов заметна лишь при поверхностном изучении, поэтому она также признана маргинальной. Мормоны продвигают теорию, что ольмекская цивилизация была основана иаредийцами — древним народом, жившим во времена Ветхого Завета, описанным в книге Ефера. Они якобы покинули Старый Свет, поделившись с индейцами знаниями культур Старого Мира.

## Религия

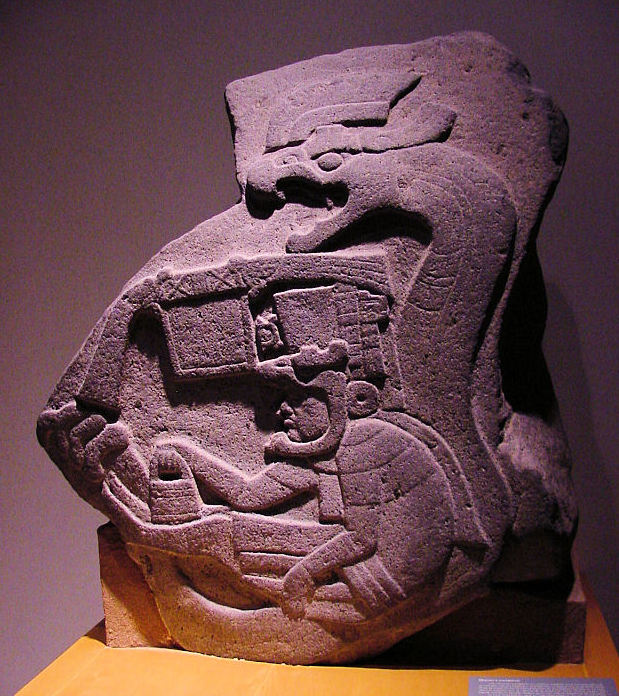
Монумент из Ла Венты (1200—400 г.д.э), самое раннее известное изображение пернатого змея, который будет играть важную роль в мифологии поздних культур центральной Америки.

Религиозные обязанности у ольмеков исполняли правители и жрецы. Правители, судя по всему, выступали наиболее влиятельными религиозными предметами поклонения, так как ольмеки верили в их сверхъестественную связь с богами. В свою очередь, правители таким образом подтверждали легитимность своей власти.
Поскольку о мифологии ольмеков не осталось записей, сопоставимых с Пополь-Вухом из мифологии майя, она по-прежнему остаётся загадкой для историков и археологов, которым приходится прибегать к вольным толкованиям на основе сохранившихся монументальных памятников и сопоставления с мифологией других более мезоамериканских цивилизаций. На основе ранних археологических находок, было выдвинуто предположение, что особую роль в религии ольмеков играл бог-ягуар, тем не менее поздние находки подтвердили, что их пантеон включал в себя и другие божества. Сложность состоит в том, что данные об этом пантеоне основываются на единичных находках и нынешние знания о мифологии ольмеков находятся в зачаточном состоянии в сравнении, например, со знаниями о мифологии поздних мезоамериканских цивилизаций. Другая сложность связана с тем, что, из-за нехватки данных, археологи не могут определить, изображено ли перед ними божество, сверхъестественное животное или чудовище. На настоящее время учёные выявили шесть божеств, сопоставляя их с божествами поздних мезоамериканских культур, сумев определить, какую роль играли некоторые из них. Известно, например, что ольмеки почитали бога кукурузы, бога дождя и грома, являющегося по совместительству ягуаром-оборотнем, хотя последнее утверждение оспаривается некоторыми учёными и предполагается, что это два разных бога. Далее, известен широкоглазый бог, божество с акульей головой; особого внимания заслуживает пернатый змей, являющийся почитаемым божеством также во многих поздних мезоамериканских культурах: так, например, у ацтеков он почитался как Кетцалькоатль, а у майя — как Кукулькан. Тем не менее неизвестно, какую роль он играл у ольмеков, выступал ли он у них центральным божеством.
Несмотря на недостаток имеющихся данных, во многих божественных пантеонах поздних мезоамериканских культур — например, у майя и ацтеков — прослеживается явная преемственность ольмекского божественного пантеона. Например, ацтекский бог Тескатлипока также является ягуаром-оборотнем и вполне вероятно, что его прообраз преемственен ольмекскому божеству-ягуару, которого после падения ольмеков продолжали почитать последующие культуры центральной Америки и которого в какой-то миг переняли предки ацтеков в ипостаси Тескатлипоки.

## Социальная и политическая организация
Мало что известно об общественной или политической структуре общества ольмеков. Массивные головы, судя по всему, изображали ольмекских правителей, однако поздние цивилизации Центральной Америки не изображали своих правителей таким образом.
На основе изученных памятников, археологи пришли к выводу, что государство ольмеков было явно централизованным со столицей в Сан-Лоренцо, а затем в Ла-Венте. Никакие другие археологические памятники не способны сравниться по своим объёмам с двумя этими регионами, ни по площади, ни по количеству найденных примеров архитектуры и скульптуры.
Явная централизация по географическому и демографическому признаку предполагает и то, что само общество ольмеков было иерархическим с культурными центрами сначала в Сан-Лоренцо, а затем в Ла-Венте, где обитала знать, имевшая власть распределять воду и создавать монументальные сооружения. Это позволяло им осуществлять управление и удерживать свою власть. Тем не менее считается, что ольмеки не обладали столь развитыми общественными институтами, как поздние культуры Мезоамерики: например, у них, вероятно, отсутствовали жрецы и постоянная армия. Нет каких-либо свидетельств, доказывающих, что знать в Сан-Лоренцо или Ла-Венте даже в период своего расцвета напрямую удерживала власть над крестьянскими поселениями. Ла Вента, скорее всего, не обладала властью даже над Арройо Сонсо, располагавшейся на расстоянии всего лишь в 35 километров. Исследования древних ольмекских поселений в радиусе 60 километров от Сьерра-де-лос-Тусшлас показали, что его населяли эгалитарные сообщества в большей или меньшей степени, но они не были подвластны некоему государственному центру.

## Питание и жизнь простолюдинов
Несмотря на то, что Сан-Лоренцо и Ла-Венте представляли собой центр культуры ольмеков, которым подражали другие индейские цивилизации, подавляющее большинство ольмеков — это крестьяне-земледельцы, жившие в поселениях. Даже в наши дни многие индейцы — предположительные потомки ольмеков в мексиканских штатах Табаско и Веракруз — продолжают вести сельский образ жизни, схожий с тем, что был у их предков тысячи лет назад.
Поселения ольмеков располагались на возвышенностях и состояли из разрозненных домов. Более крупные поселения мог венчать небольшой храм. Семейное хозяйство состояло из дома, примыкающего к нему навеса и одной или несколькими ямами для хранения — погребами. Прилегающий сад использовался для выращивания лекарственных, кухонных трав и мелких культур, например одомашненный подсолнечник. Вероятно поблизости также выращивали фруктовые деревья, например авокадо или какао.
Хотя ольмеки выращивали сельскохозяйственные культуры у берегов рек, во время наводнений крестьяне, возможно, занимались подсечно-огневым земледелием, чтобы расчистить новые поля от деревьев и кустарников, когда старые поля оказывались уже непригодными для выращивания сельскохозяйственных культур. Поля располагались за пределами деревень и использовались для выращивания кукурузы, бобов, кабачков, маниоки и сладкого картофеля. Основываясь на археологических исследованиях нескольких поселений в районе Туштлас, учёные выяснили, что диета у ольмеков была весьма разнообразна, хотя кукуруза со временем становилась всё более значимой.
Основная диета ольмеков состояла из овощей, фруктов, туда также добавлялись мясные продукты — рыба, черепахи, змеи, моллюски из близлежащих рек, а также крабы и моллюски из прибрежных областей. Они также могли питаться птицами и другой дичью — например, пекариевыми, опоссумами, енотами, кроликами и олениной. Несмотря на широкий выбор для охоты и рыбалки, исследования человеческих отходов времён ольмеков в Сан-Лоренцо показали, что домашняя собака также выступала у них излюбленным источником белковой пищи.

## Монументы

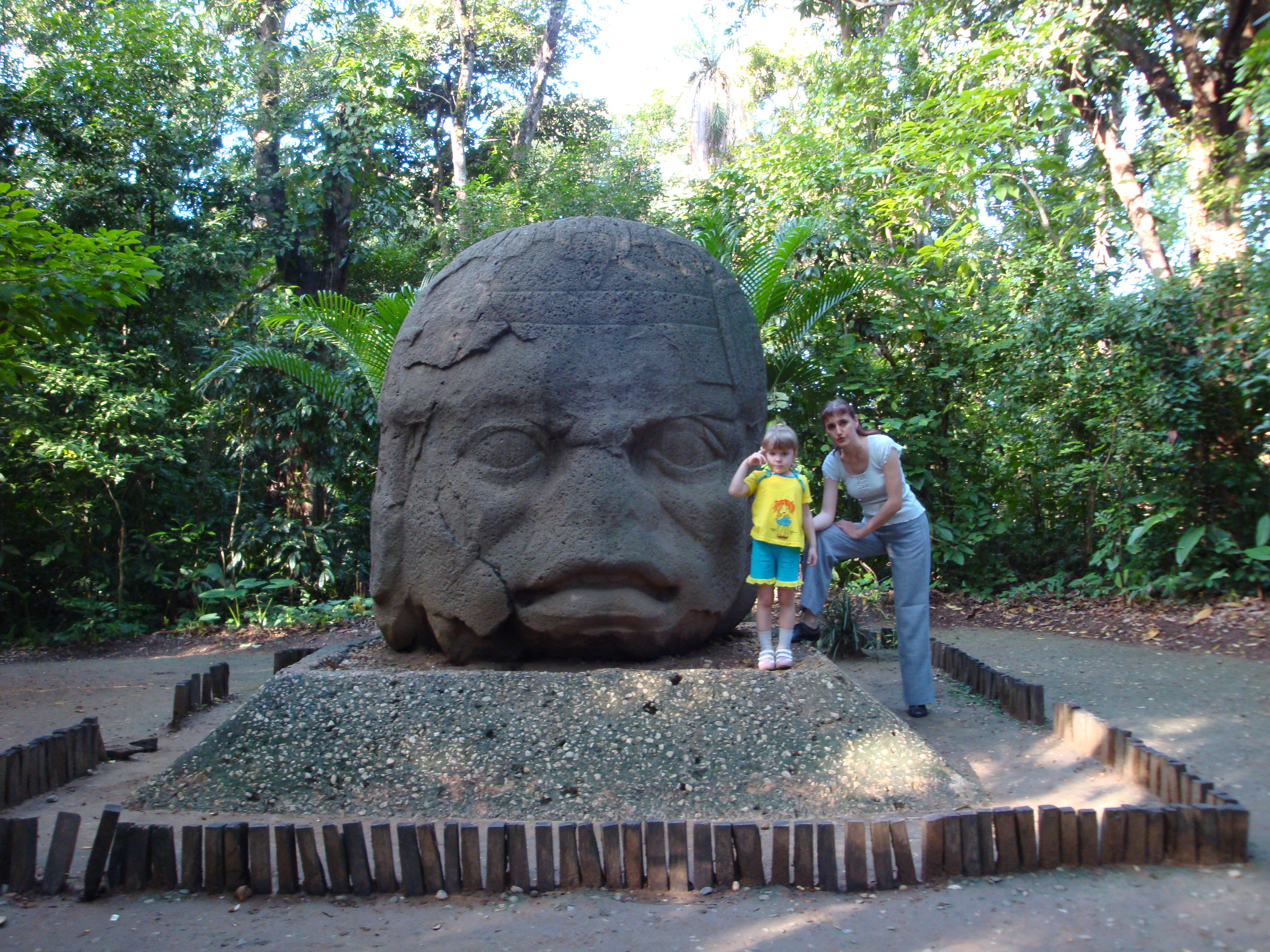
Гигантская каменная голова из Сан-Лоренсо
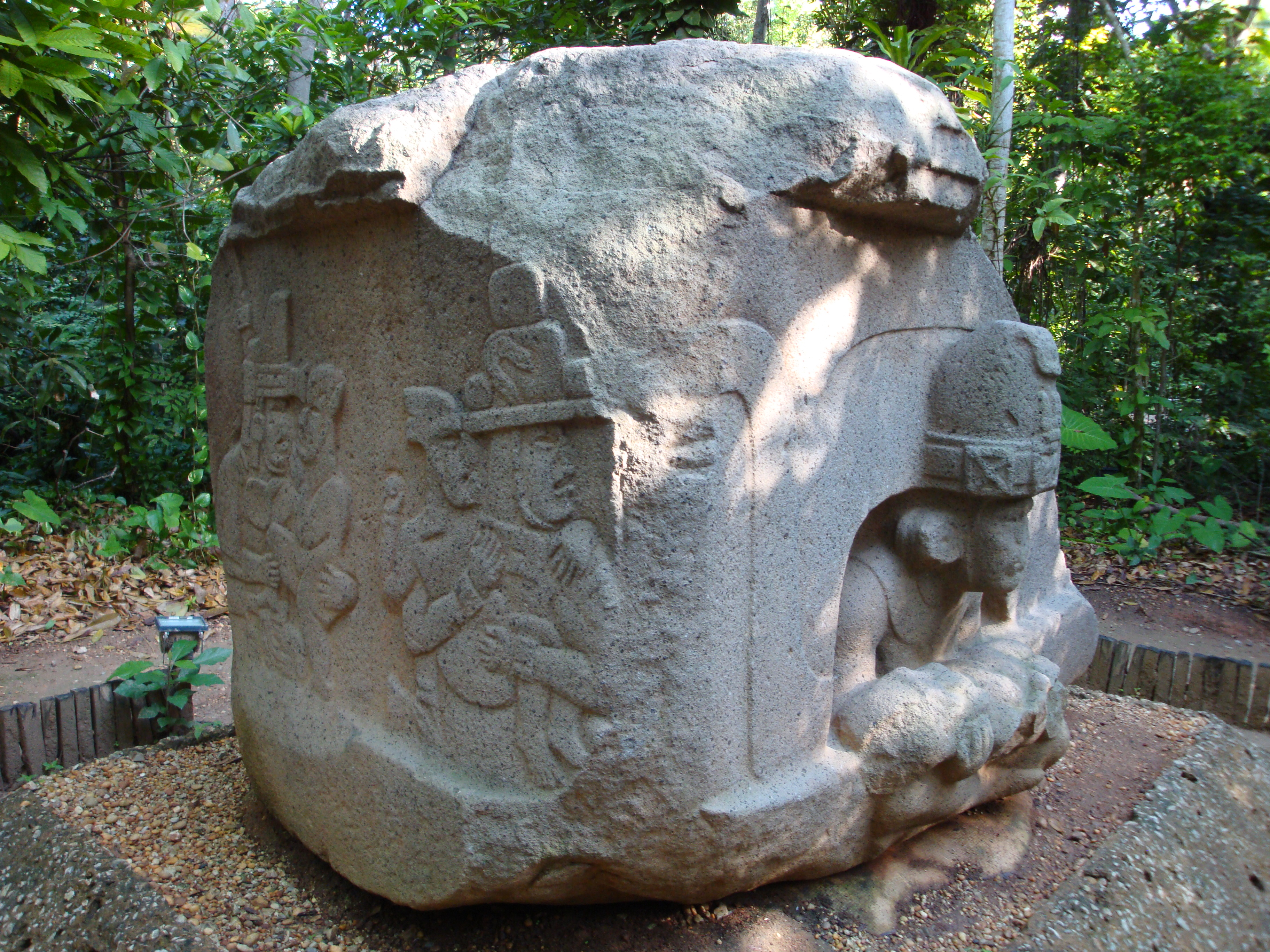
Алтарь 5
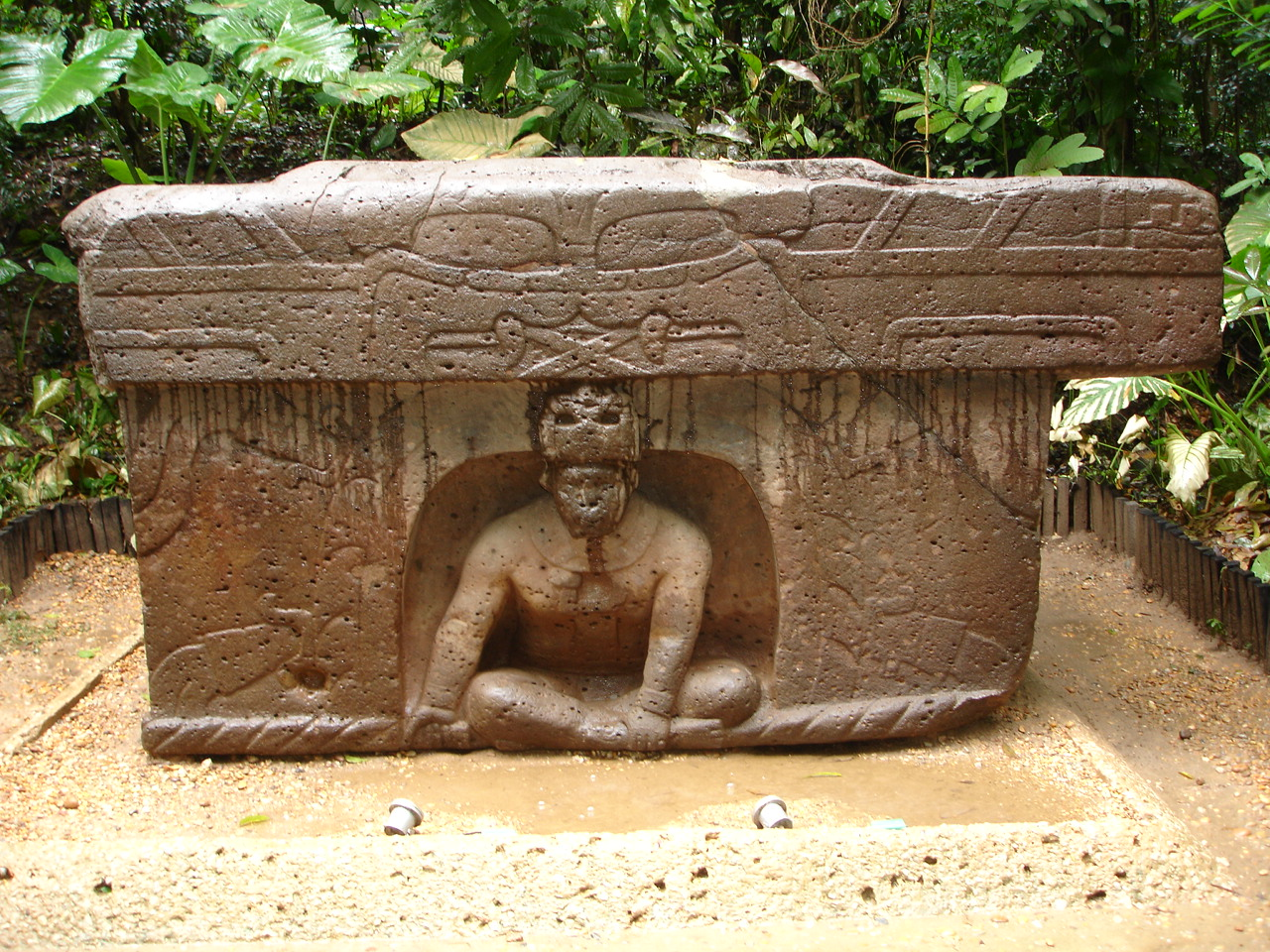
Алтарь 4 Ла-Вента
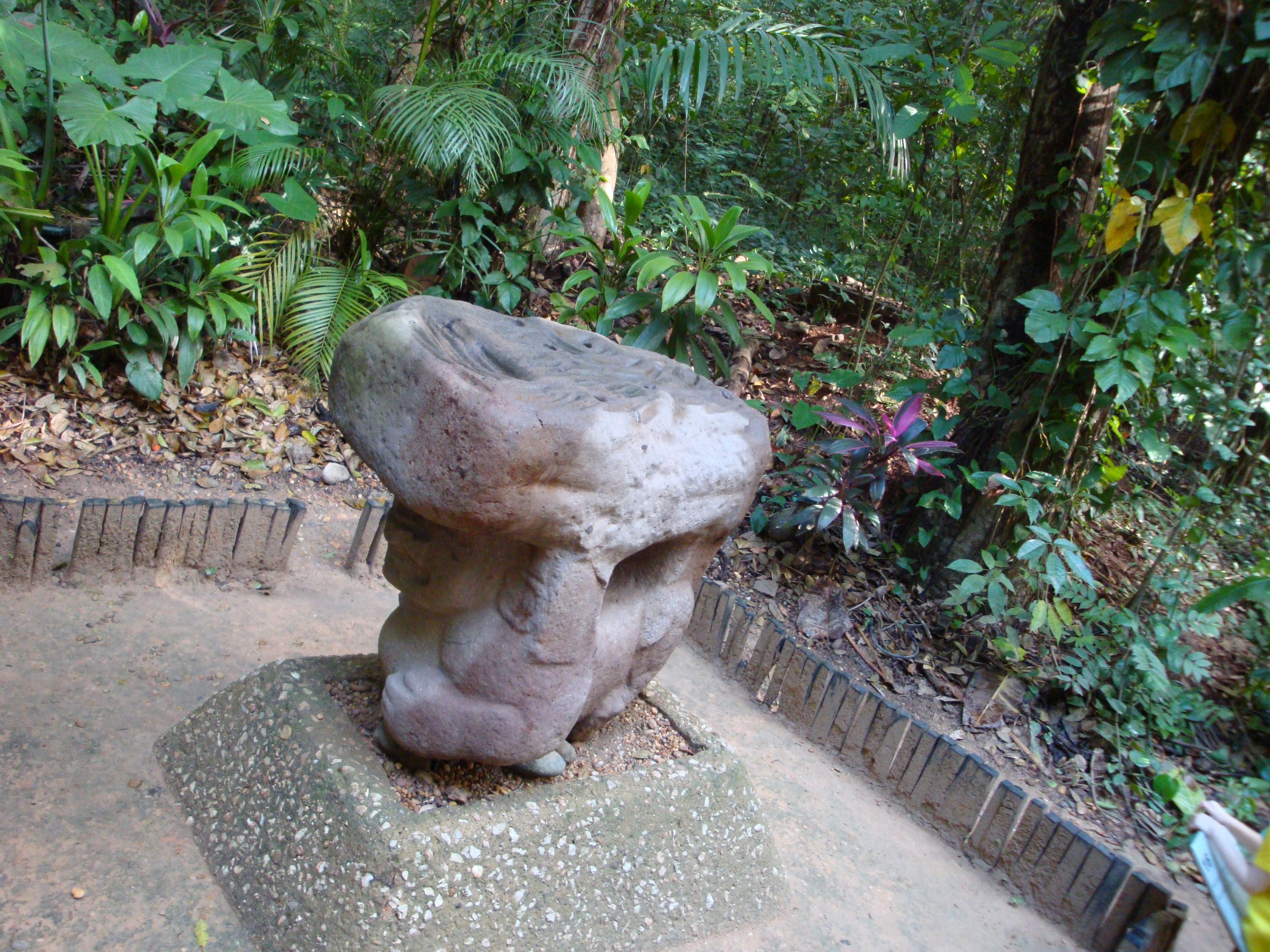
Алтарь Ягуар
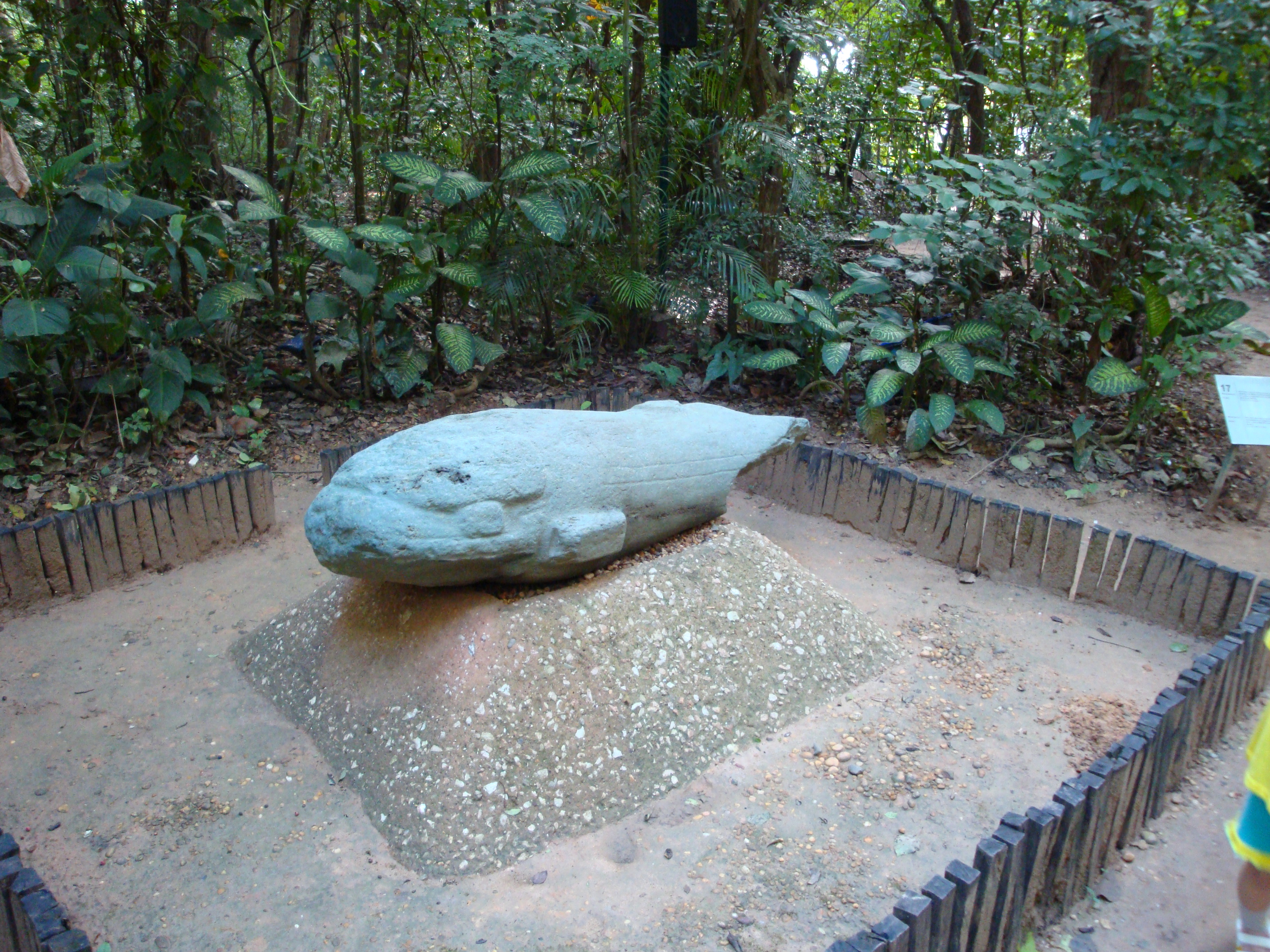
Алтарь Дельфин
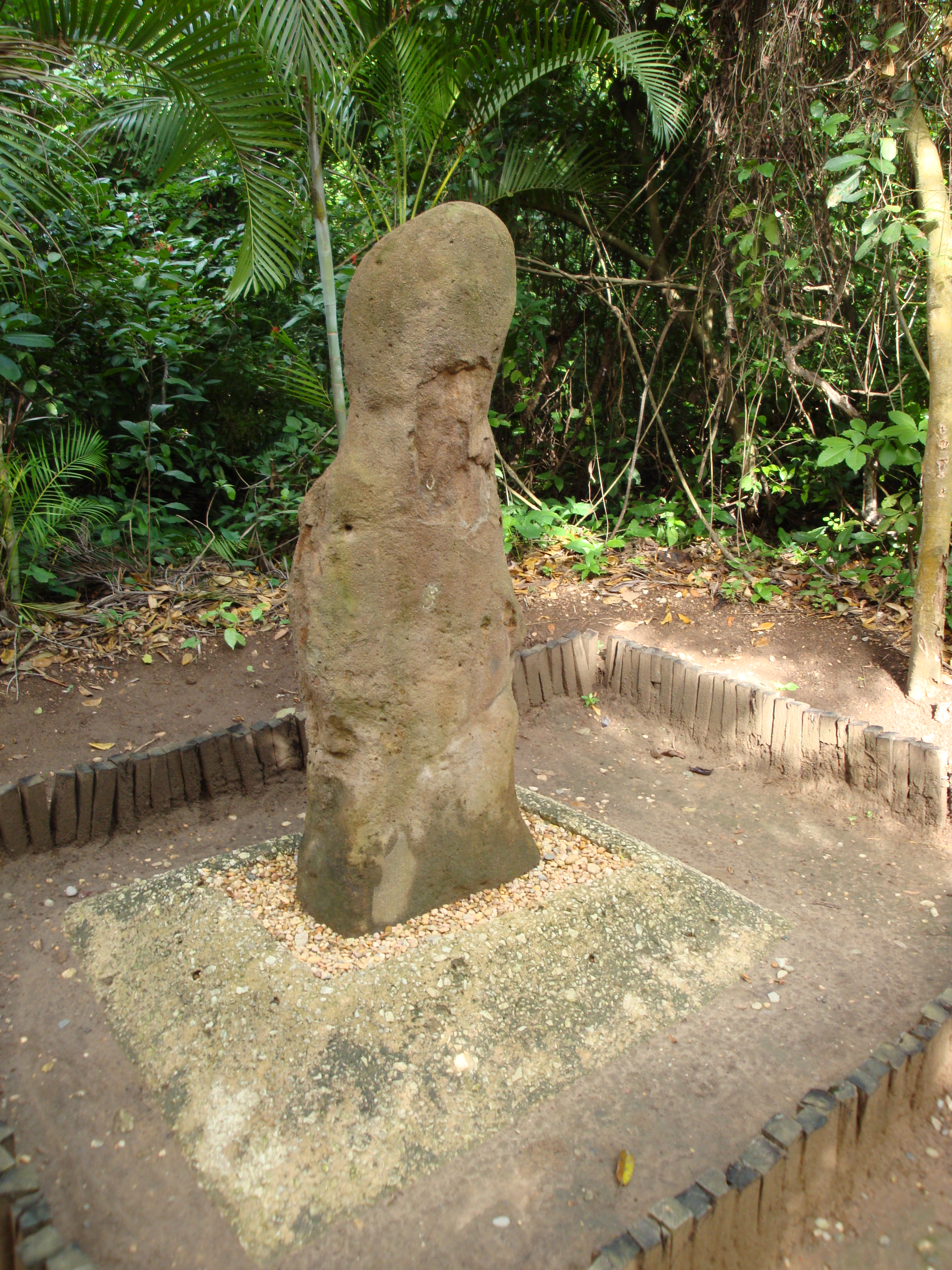
Ольмекская скульптура
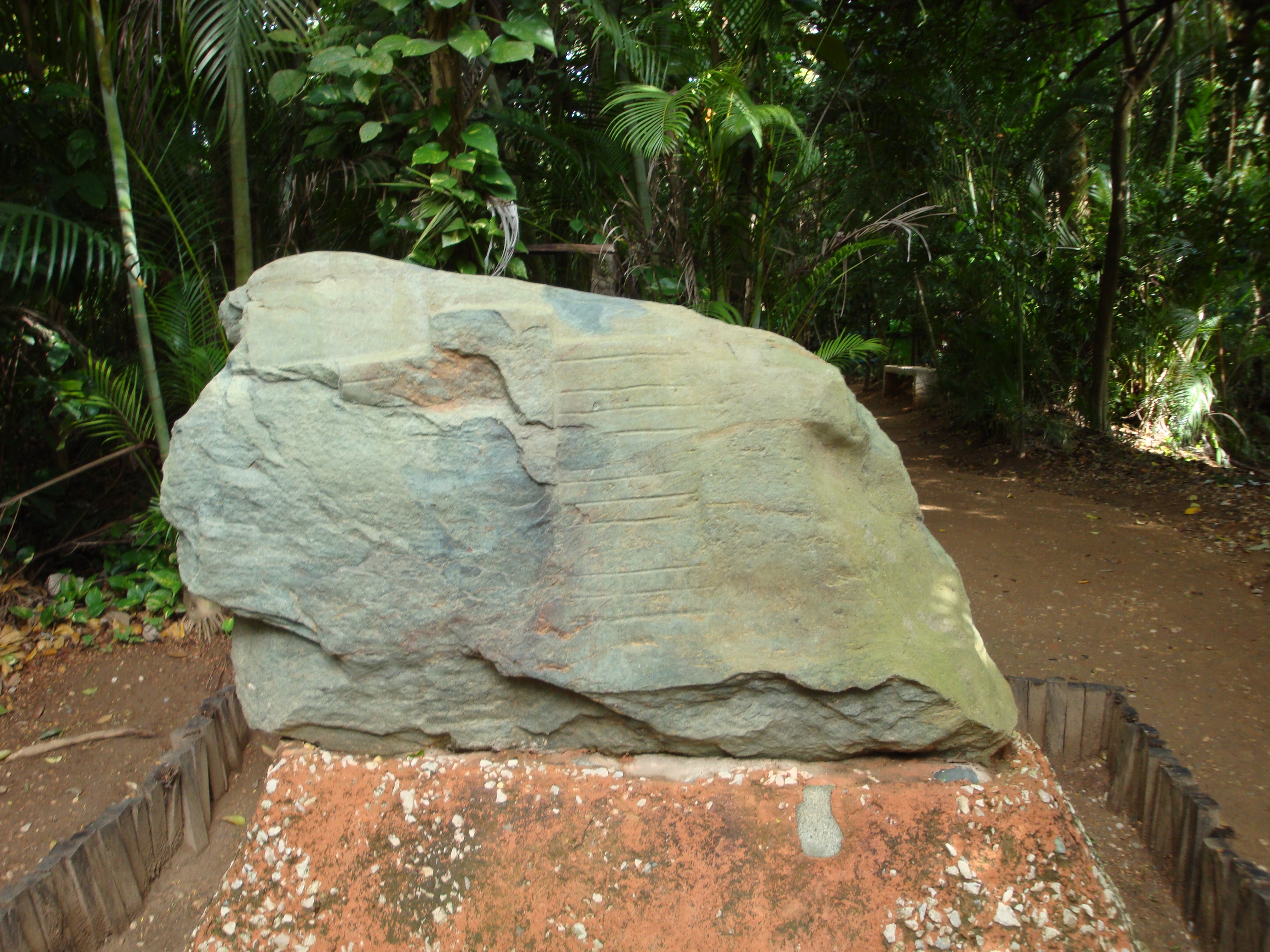
Часть алтаря
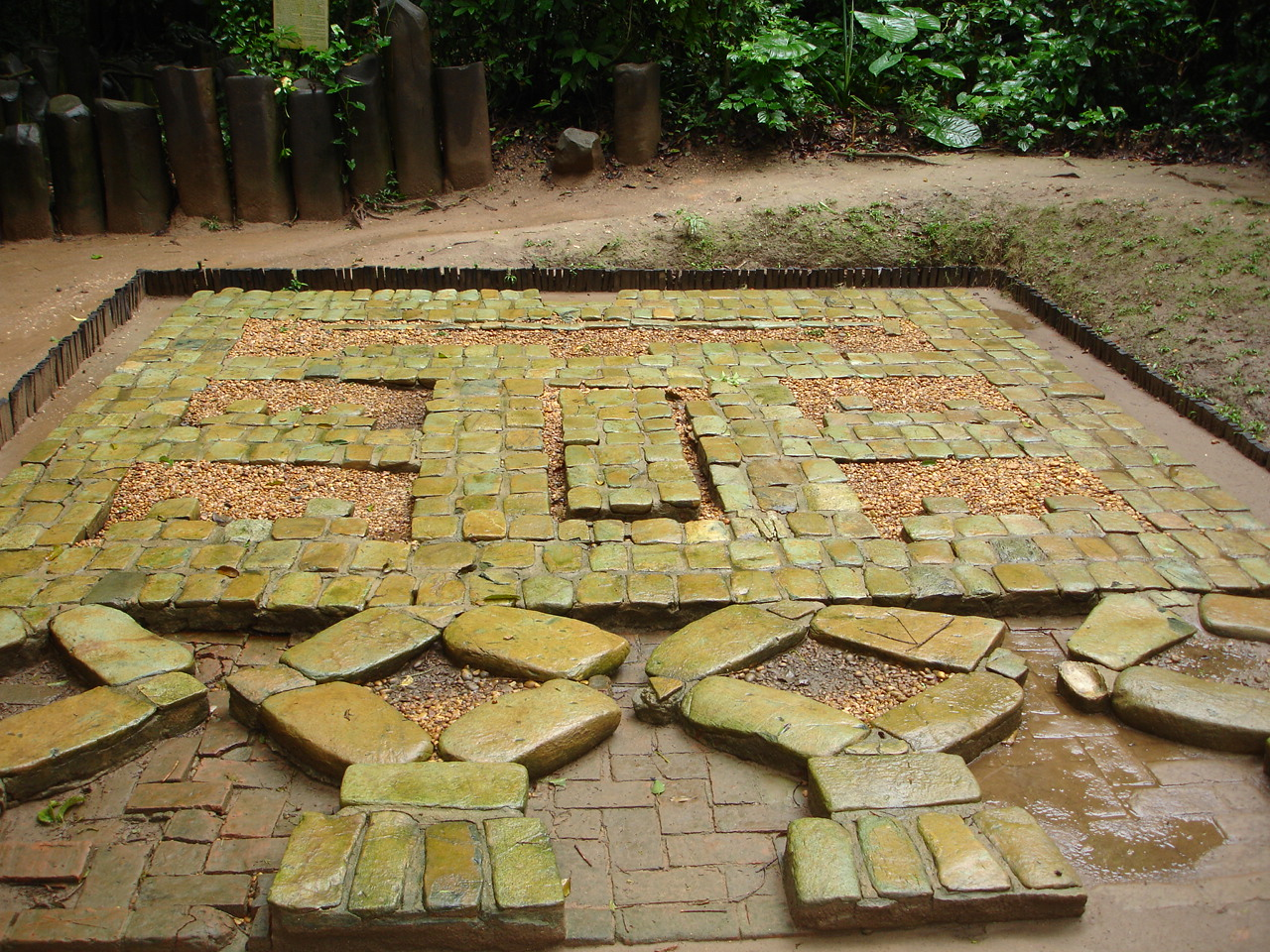
Мозаика
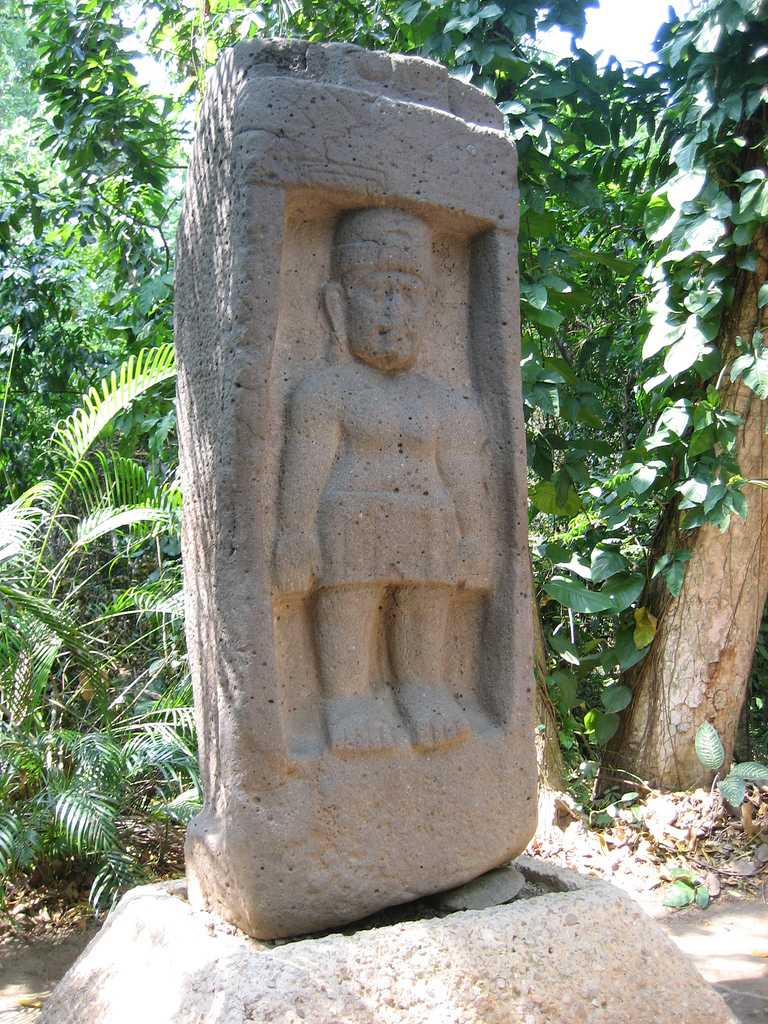
Женщина
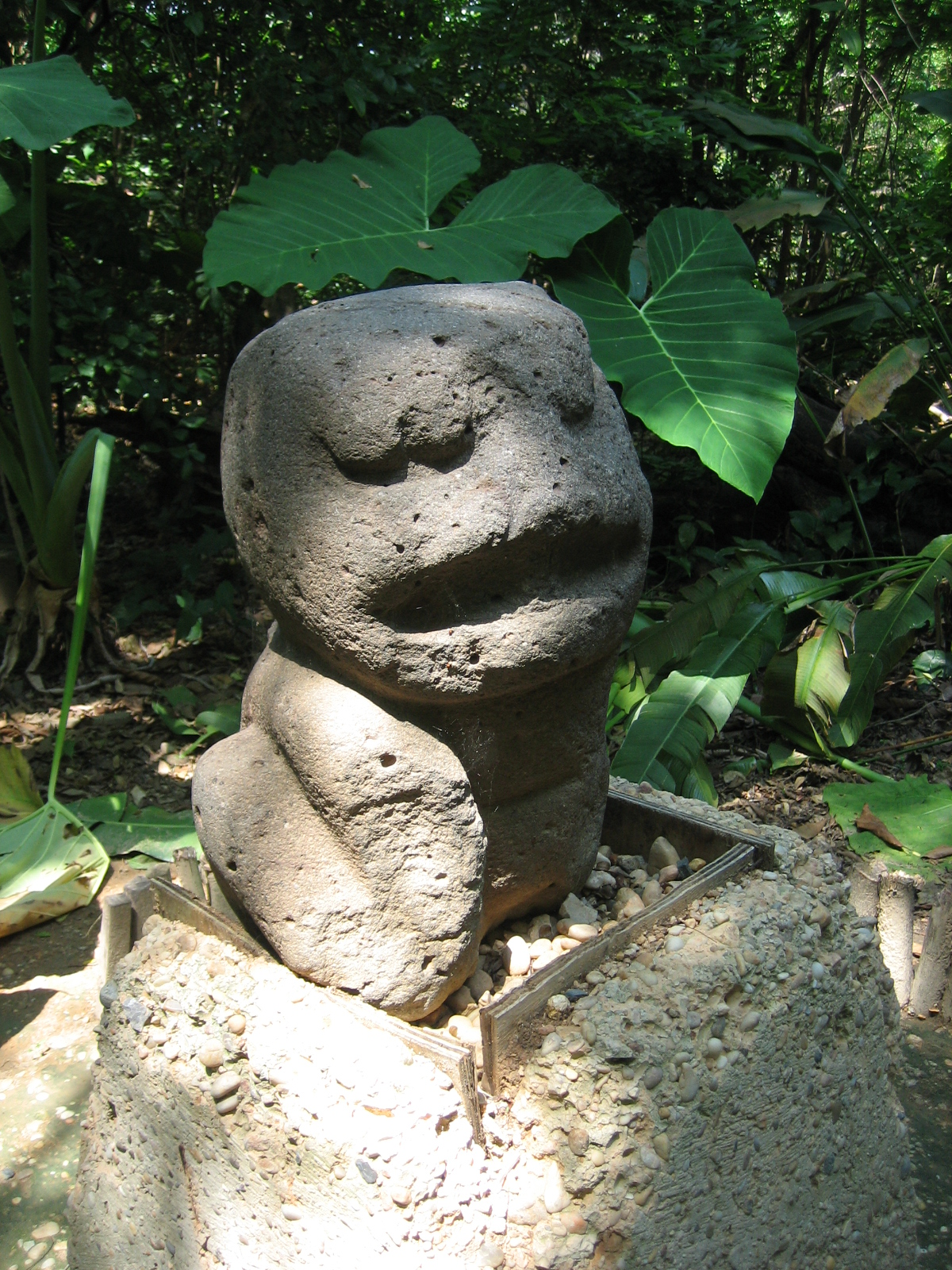
Молодой ягуар
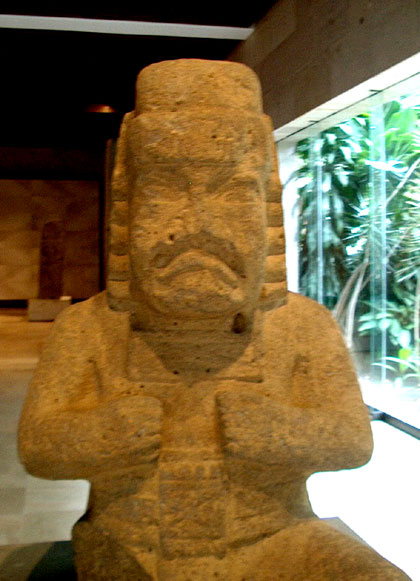
Человек-ягуар
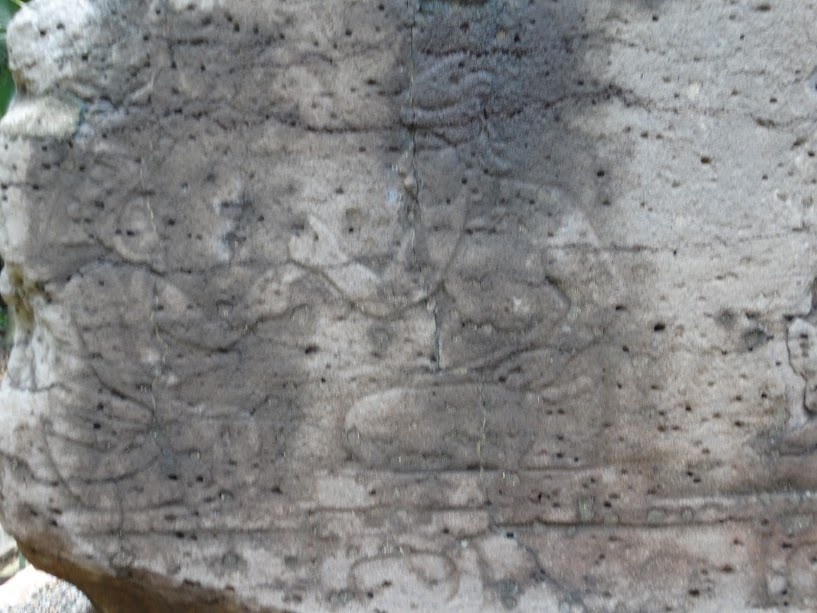
Молодое божество
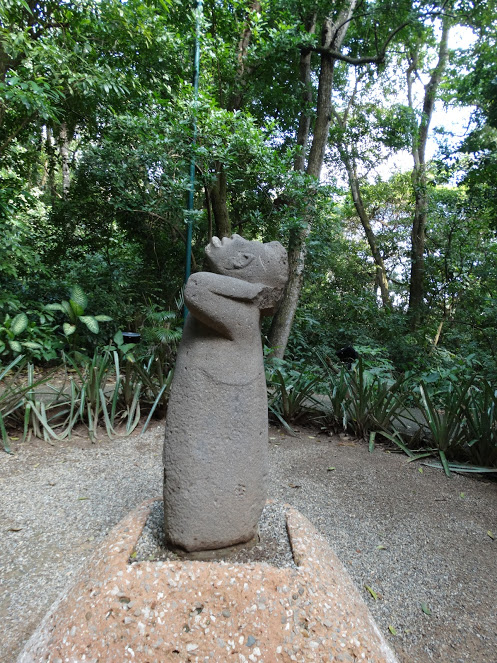
Обезьяна, смотрящая в небо
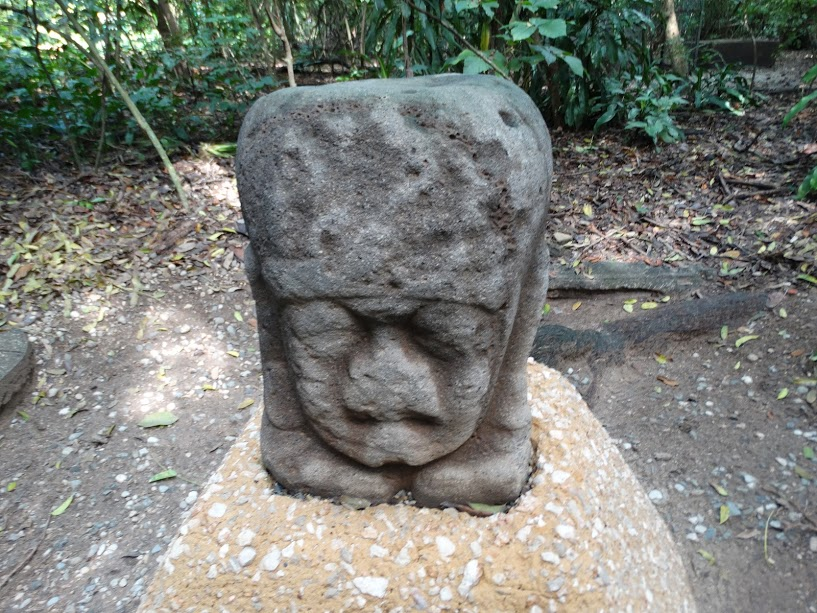
Акробат
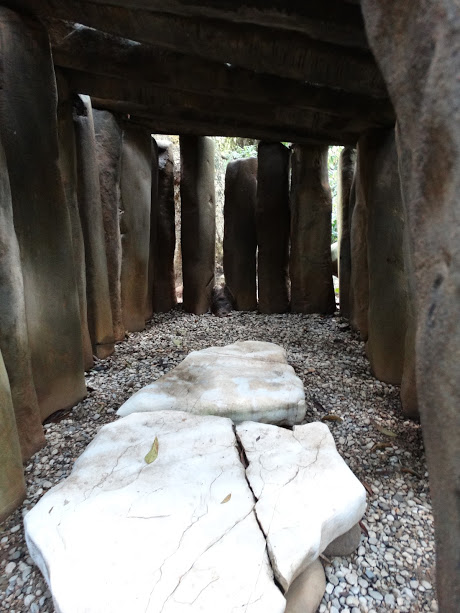
Могила с колоннадой из базальта

## Маски ольмеков

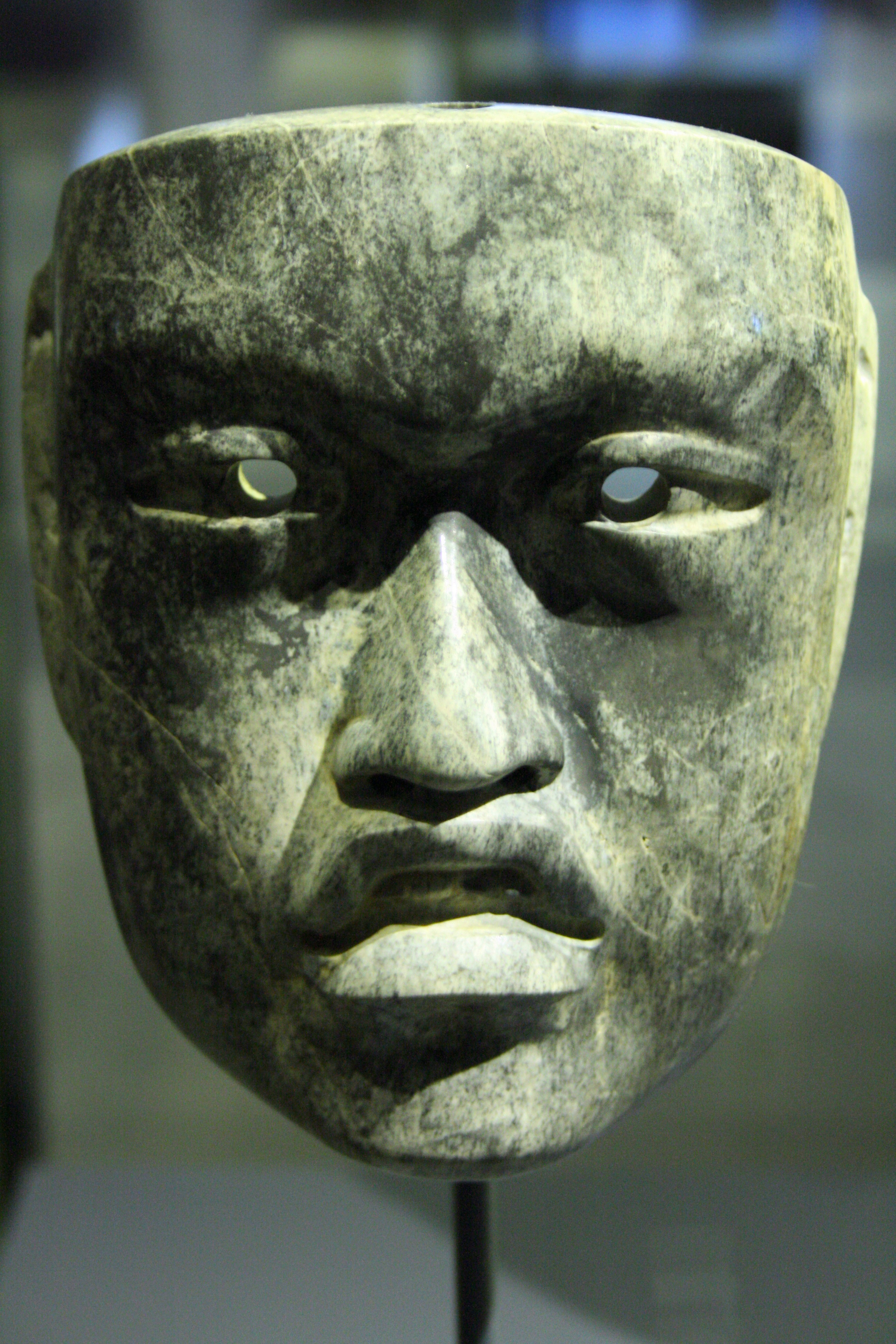
Маска из Табаско (Мексика)
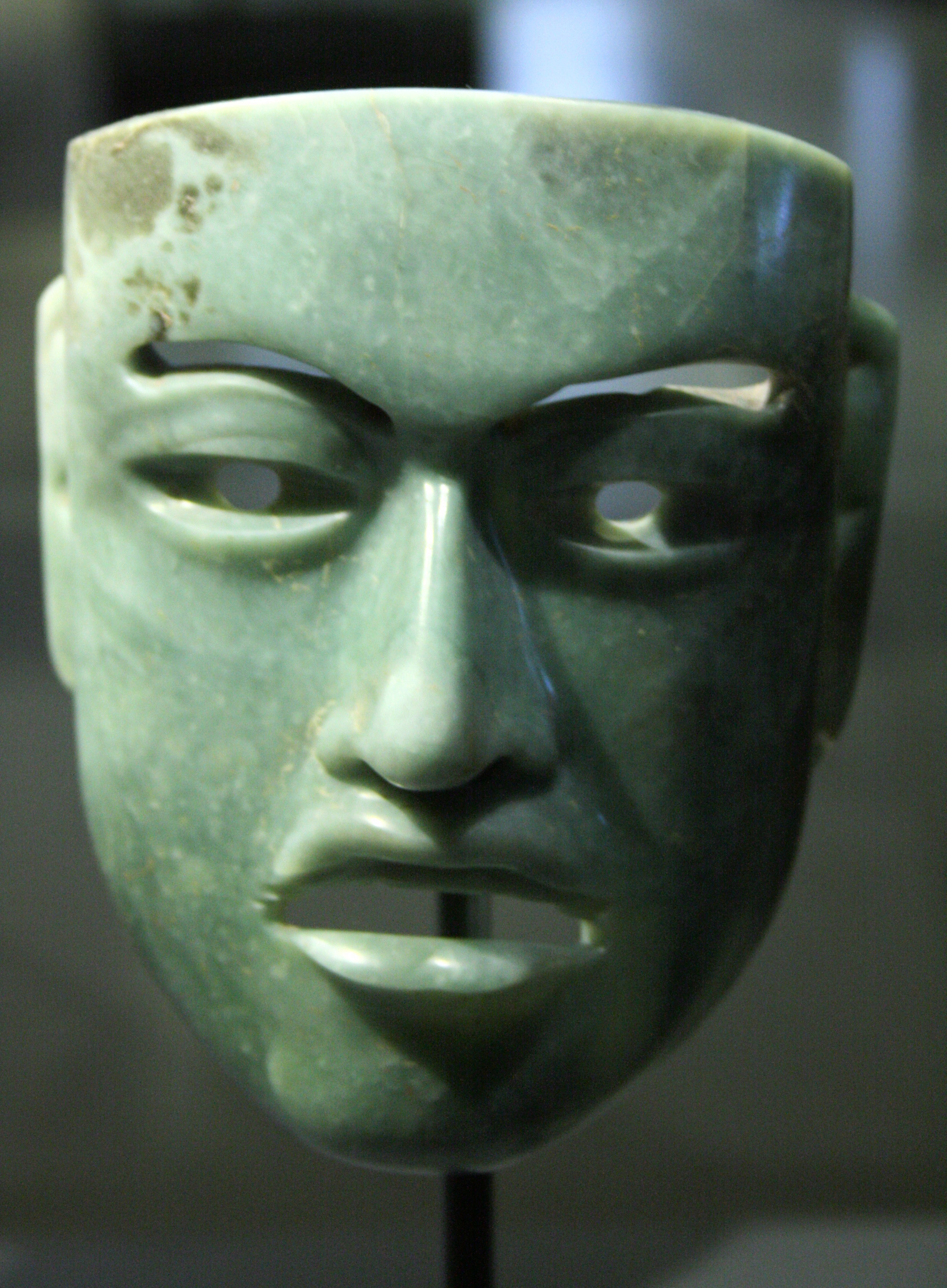
Маска из Табаско (Мексика)
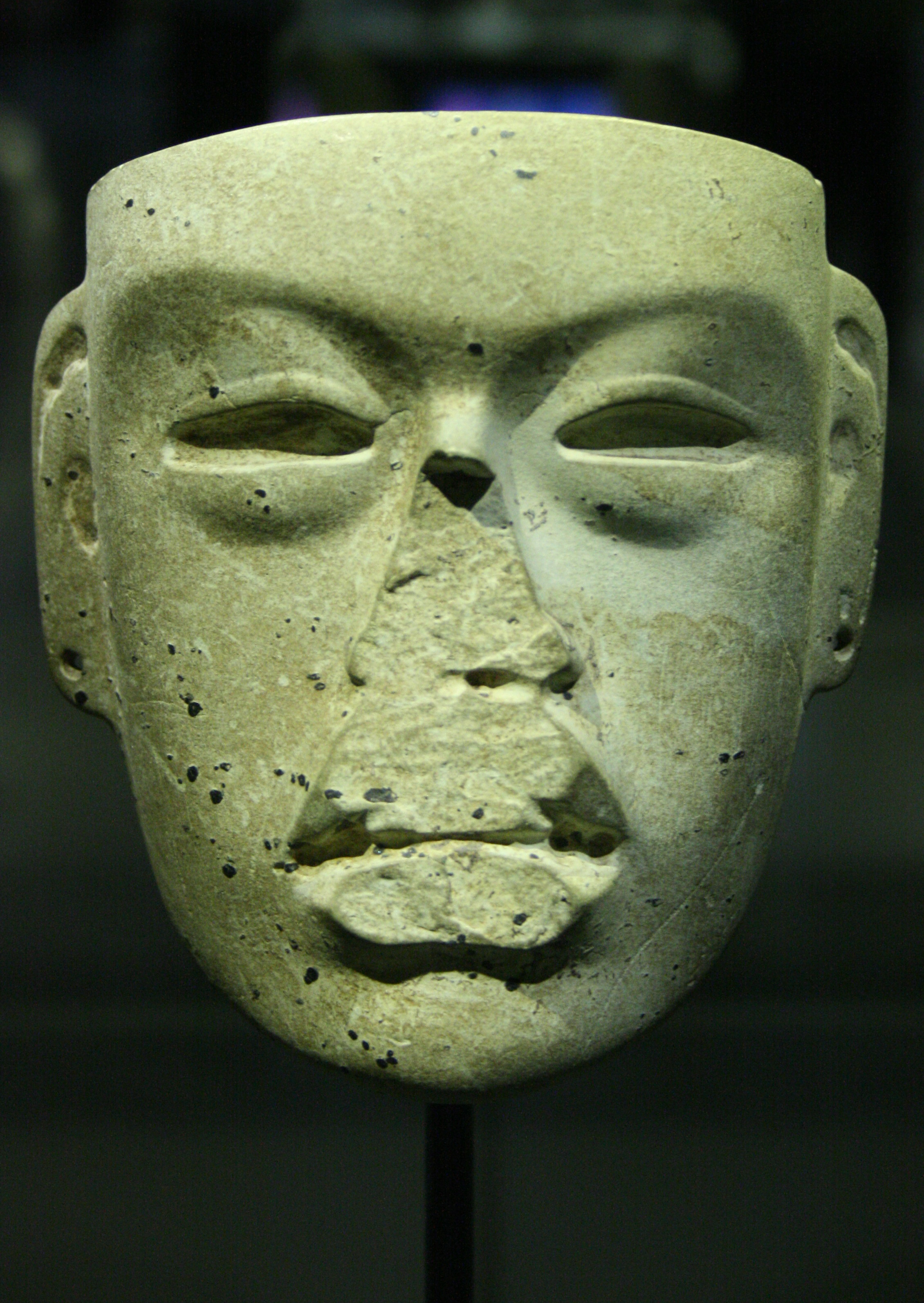
Маска из Табаско (Мексика)
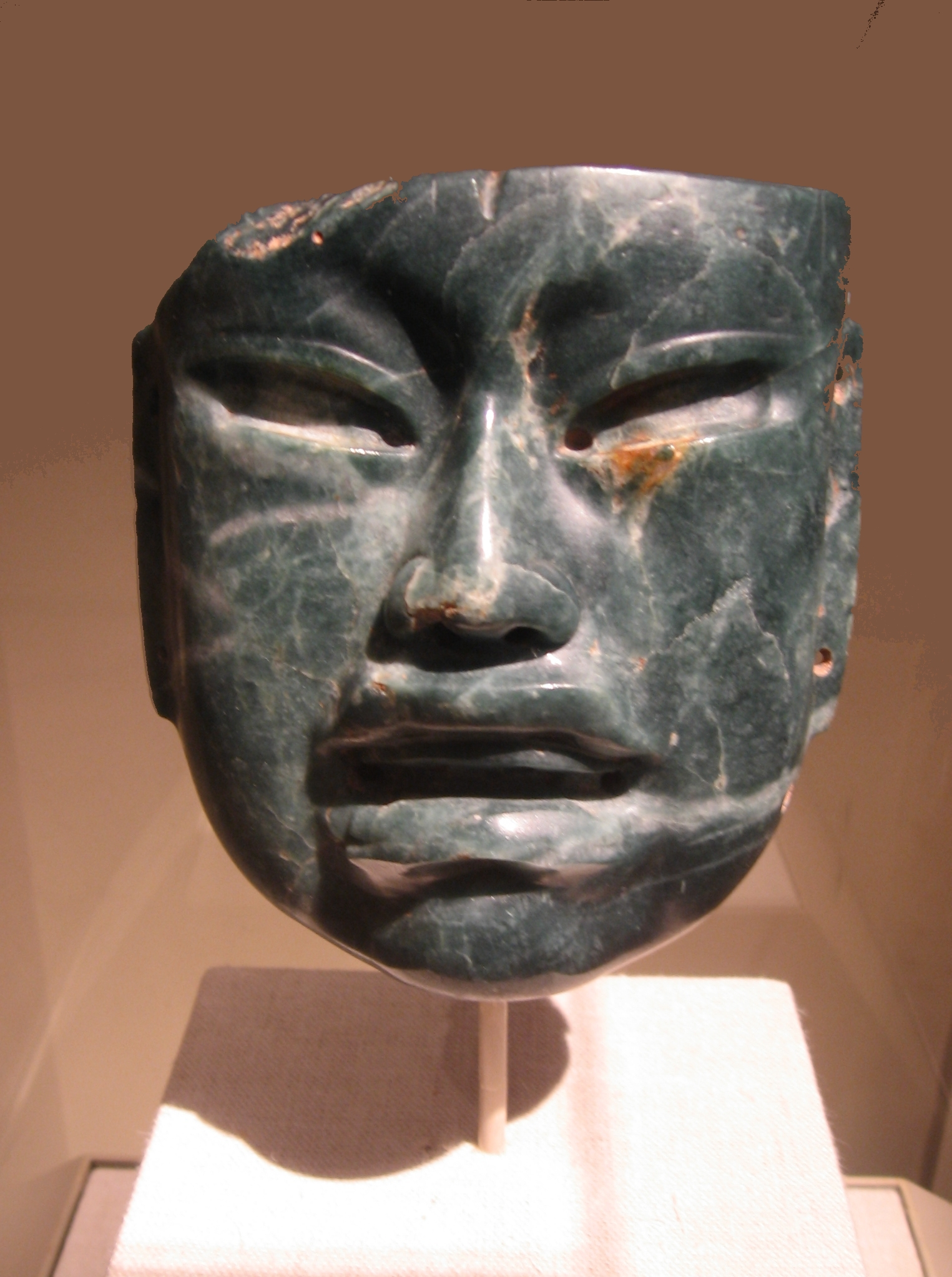
Маска (ольмеков)
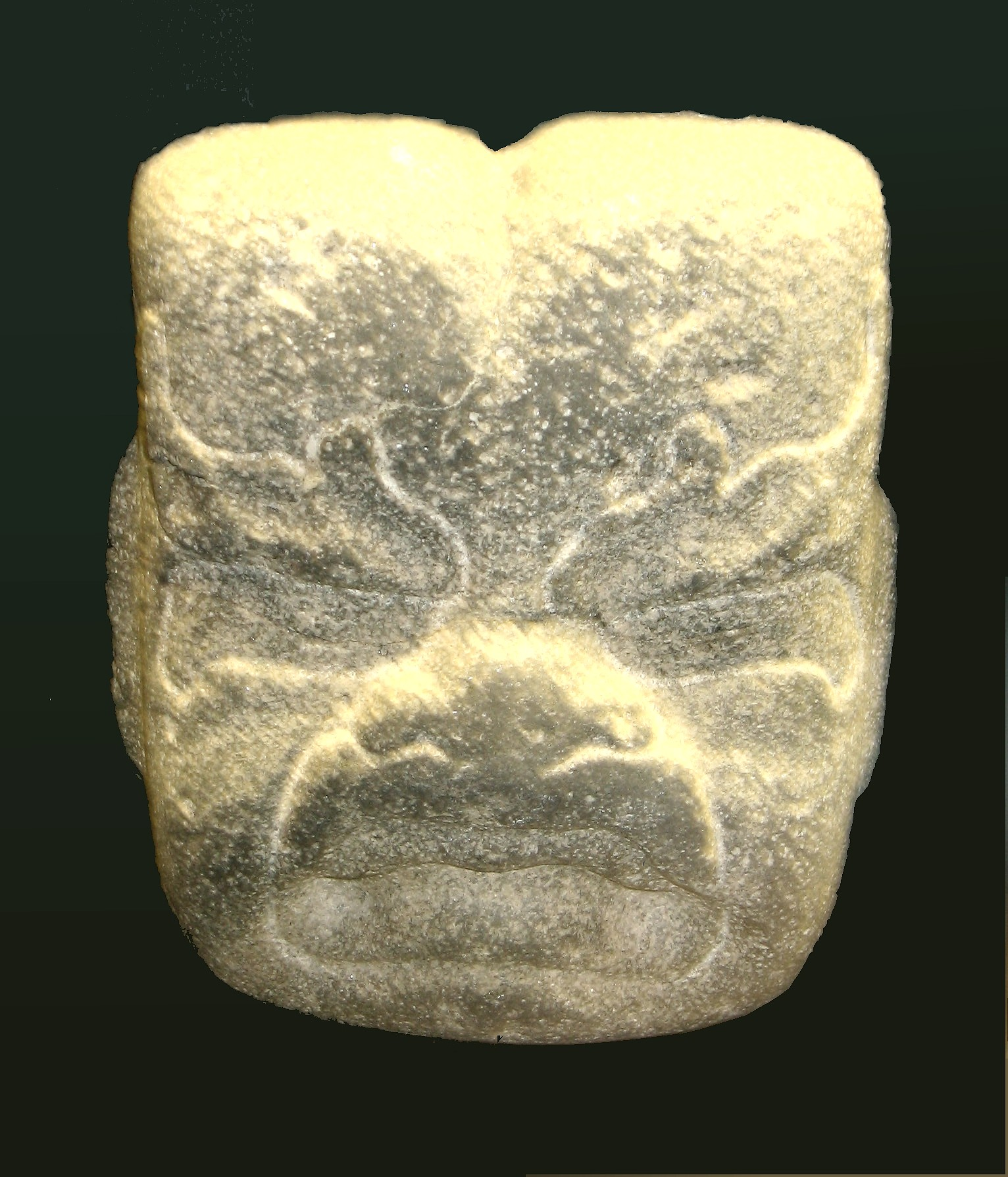
Маска человека-ягуара
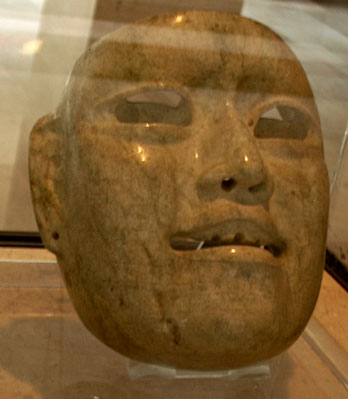
Маска (ольмеков)

## Галерея изображений музея Ла-Вента

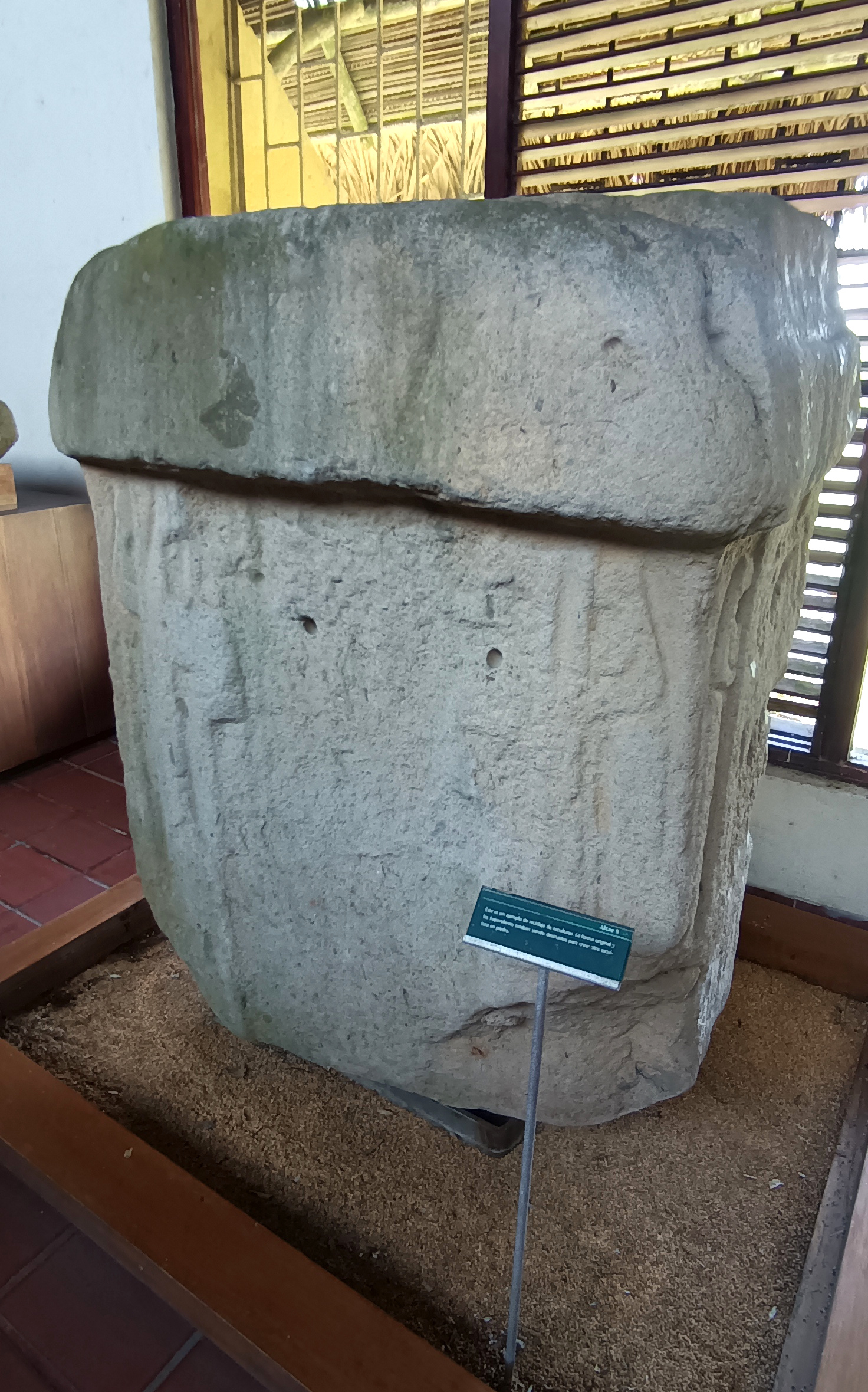
Алтарь 8
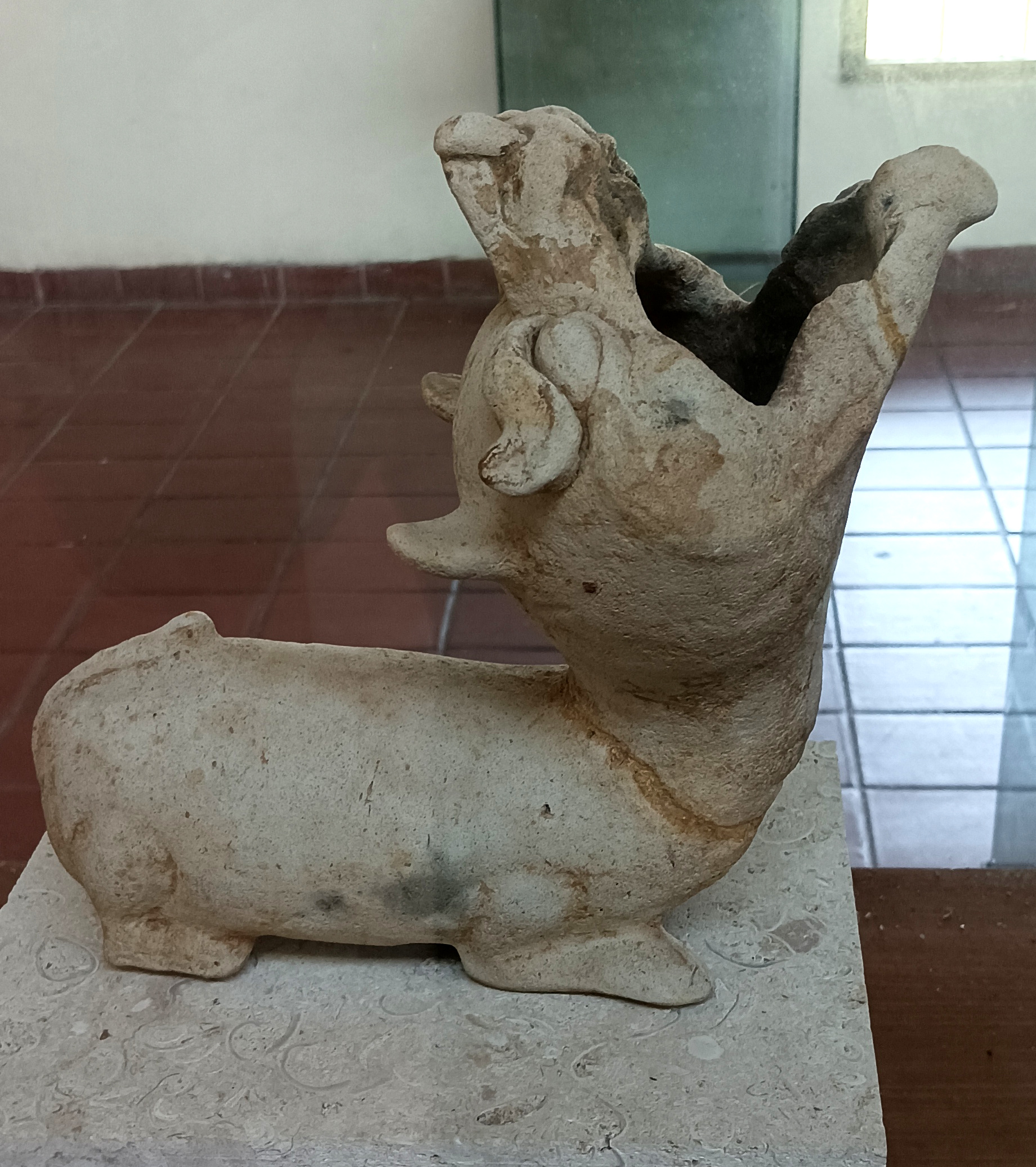
Зооморфная ольмекская фигурка, вероятно, курильница
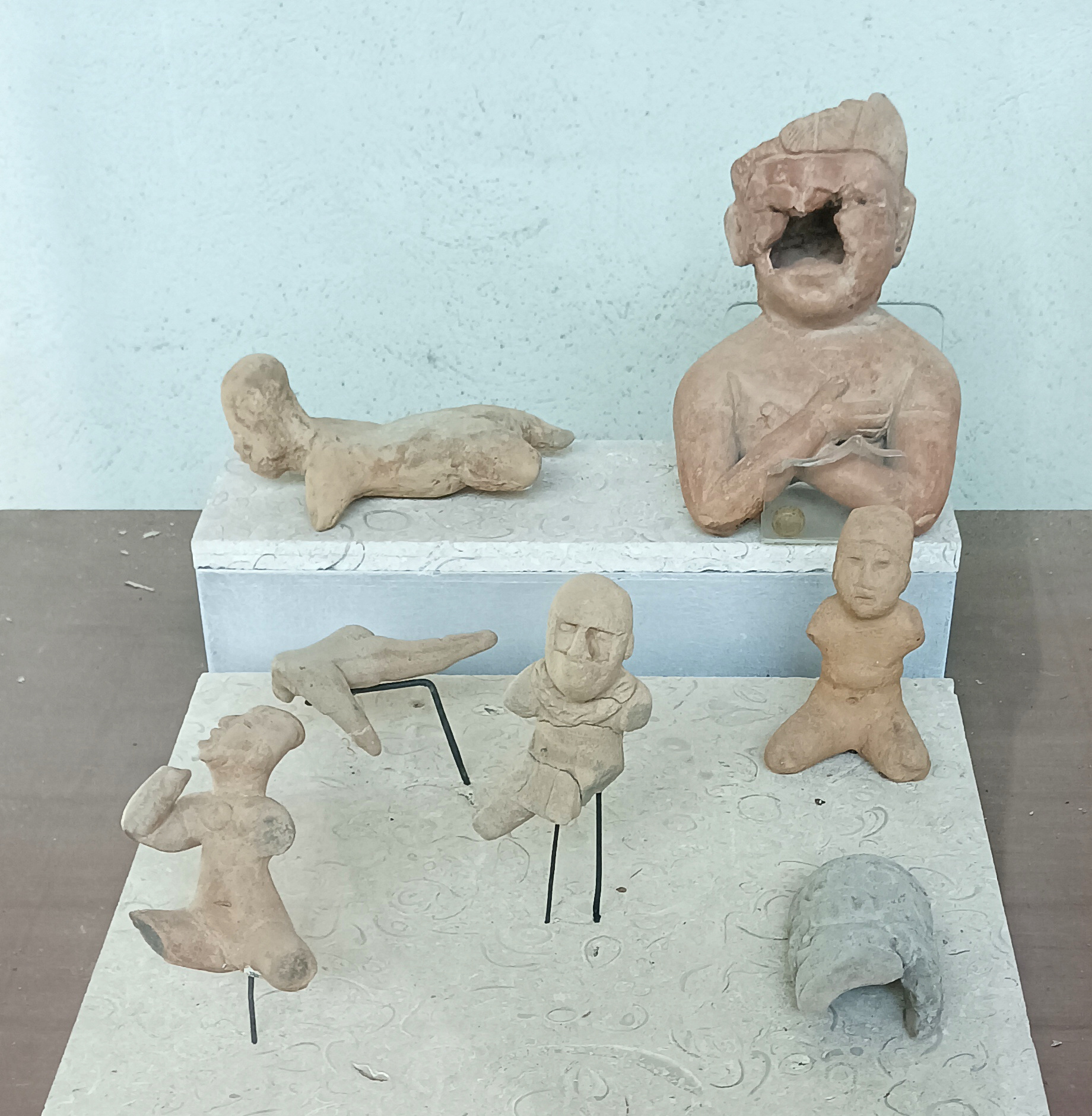
Антропоморфные ольмекские фигурки
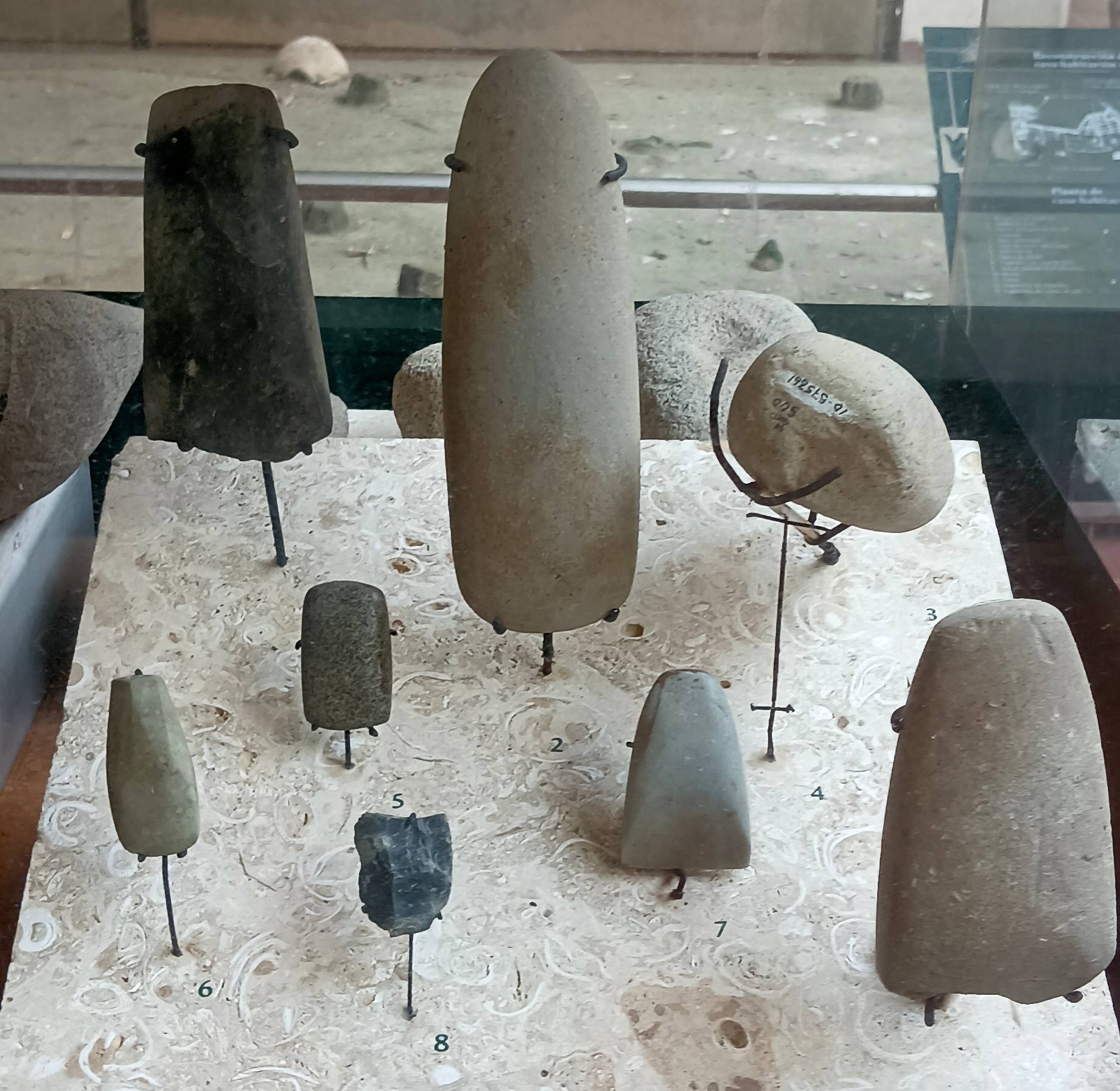
Коллекция каменных топоров и других режущих инструментов
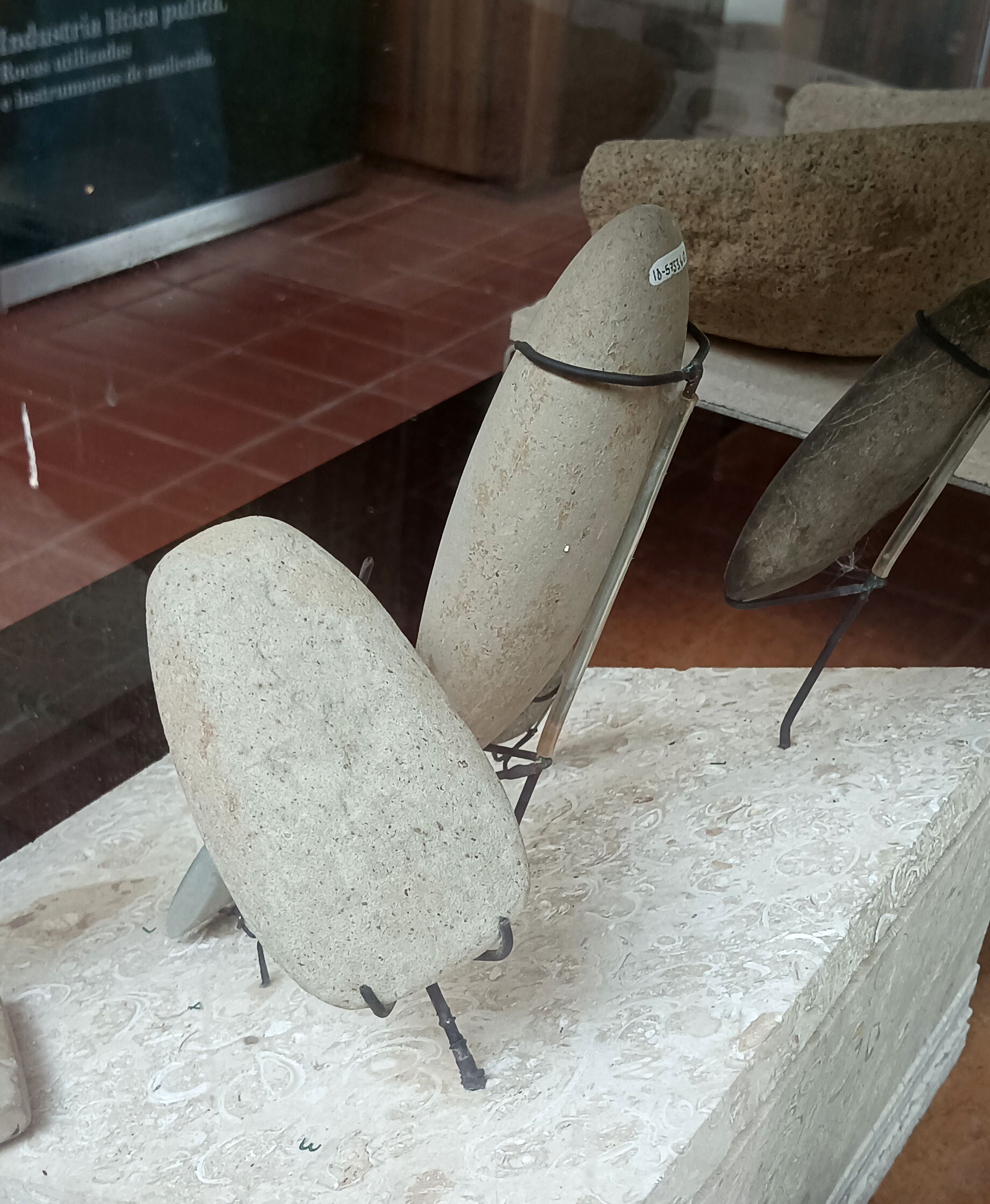
Коллекция каменных топоров
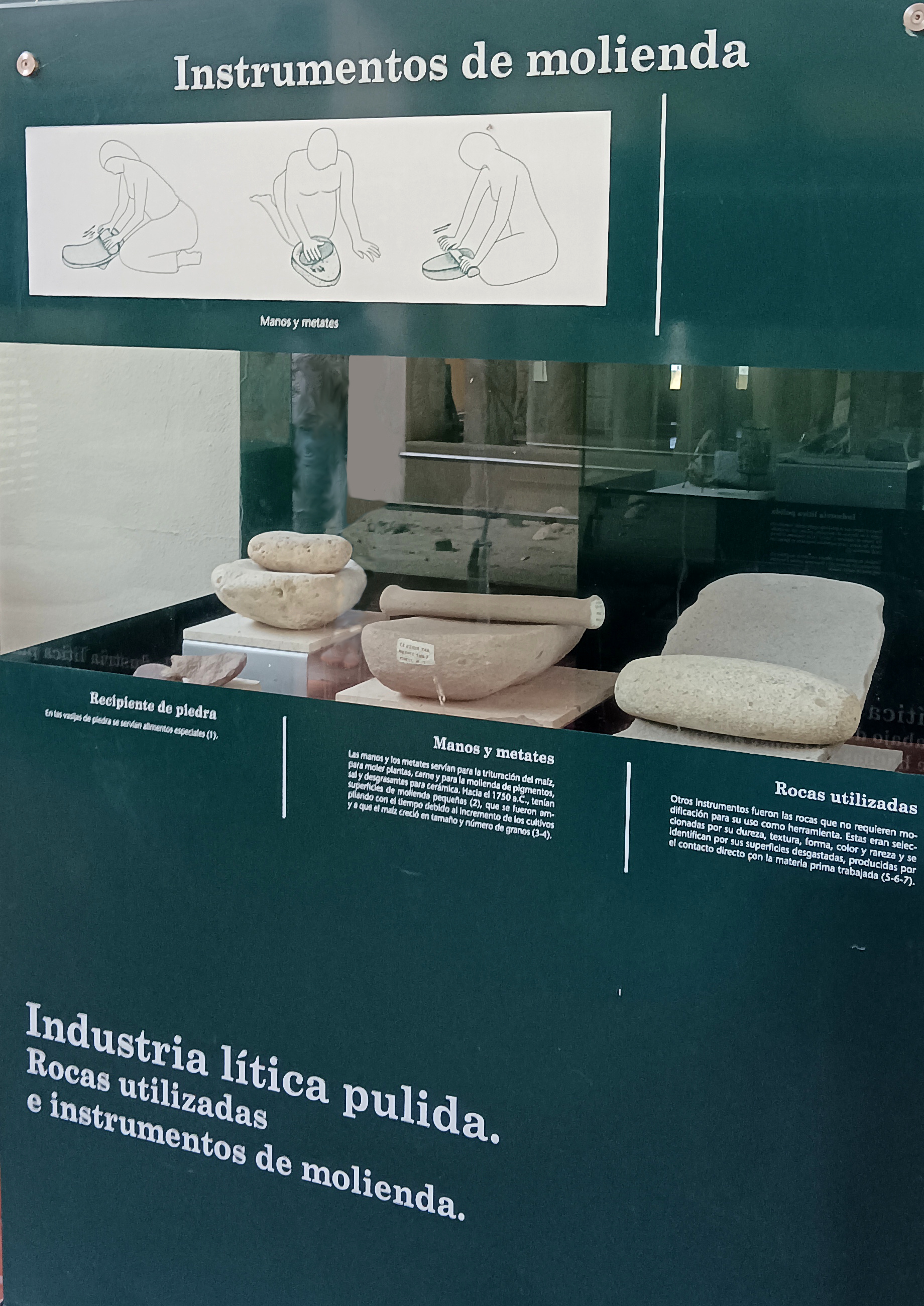
Коллекция метатов и инструментов для помола
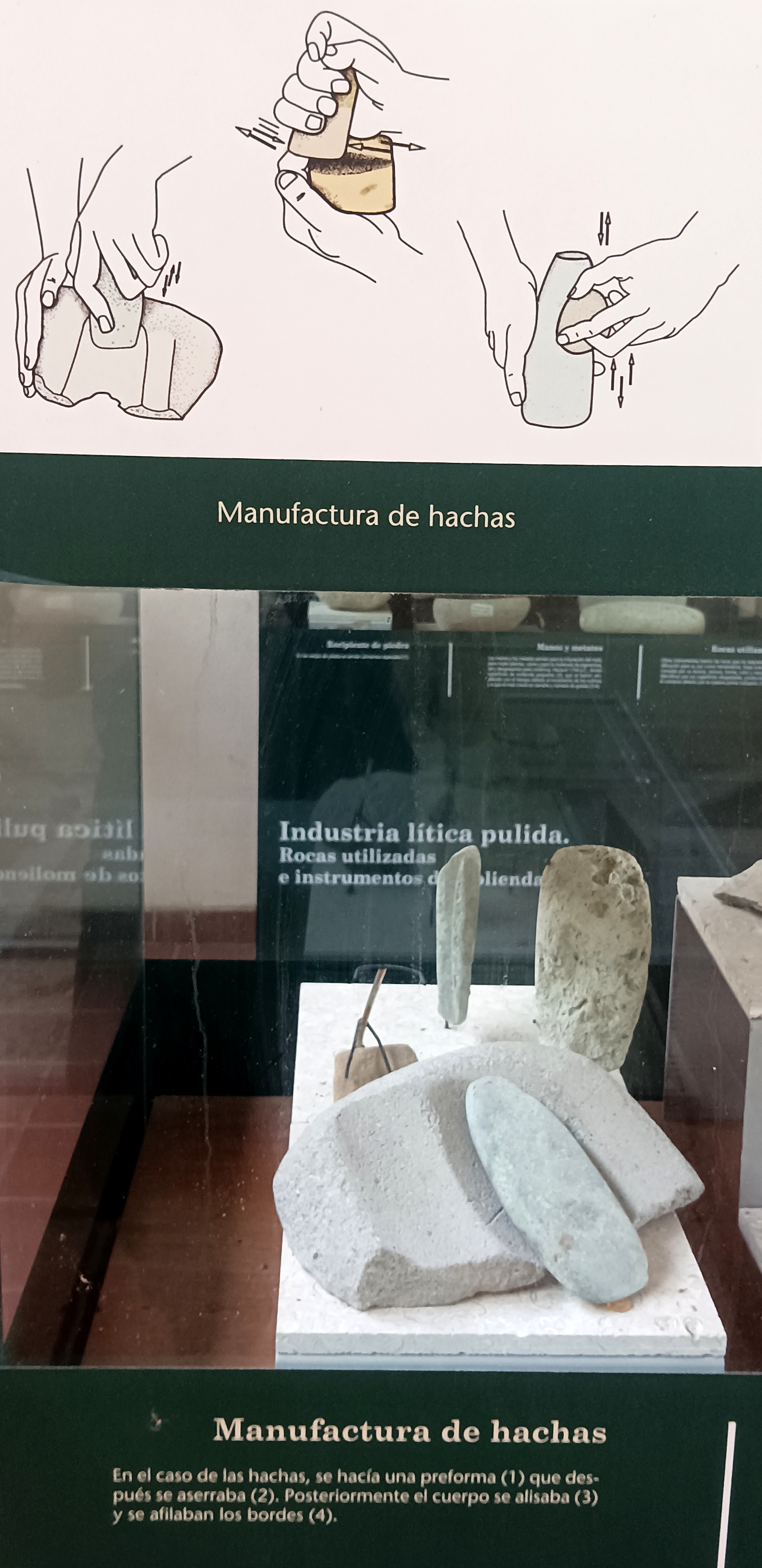
Объяснение изготовления каменных топоров
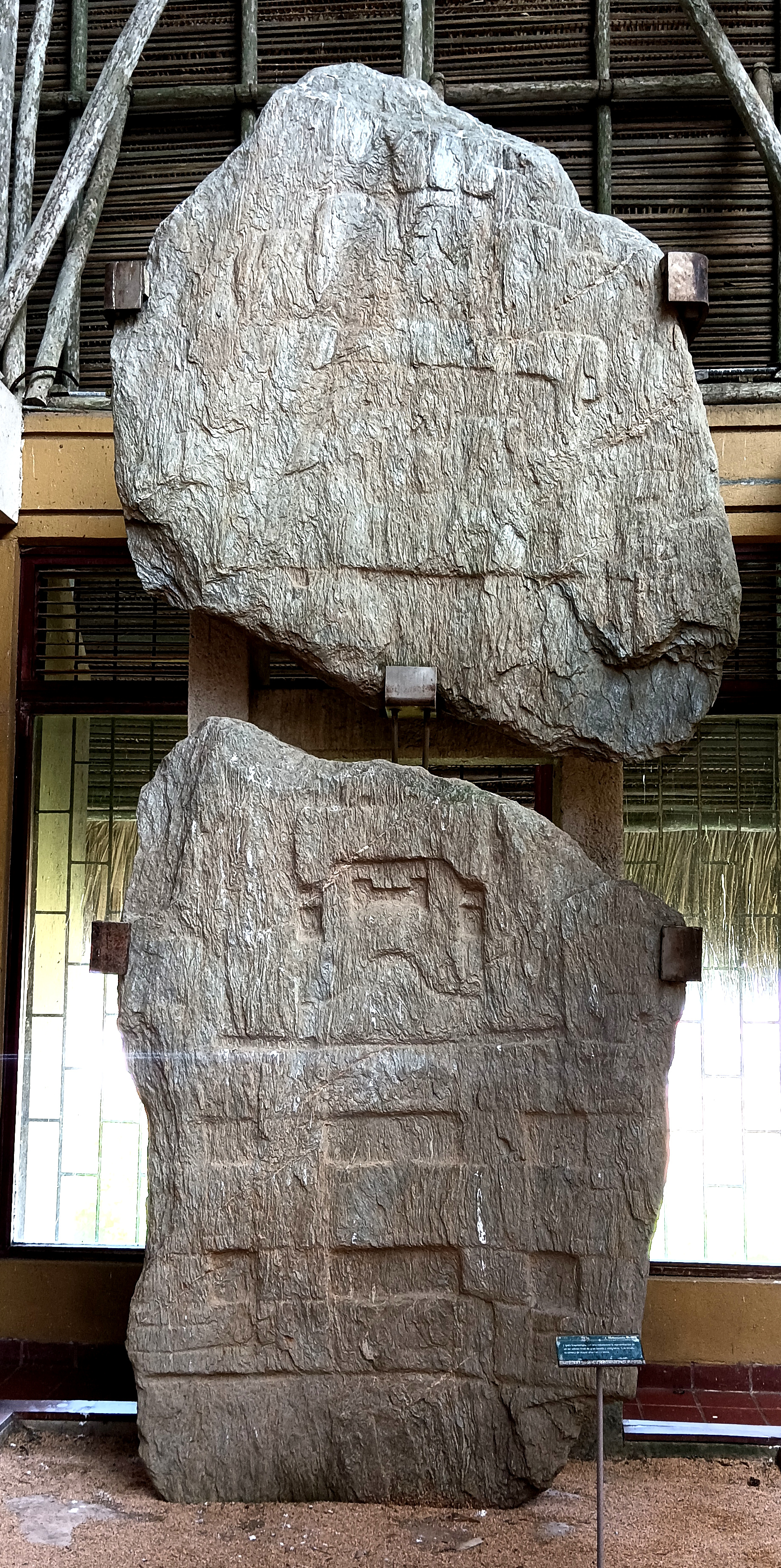
Памятник 25-26
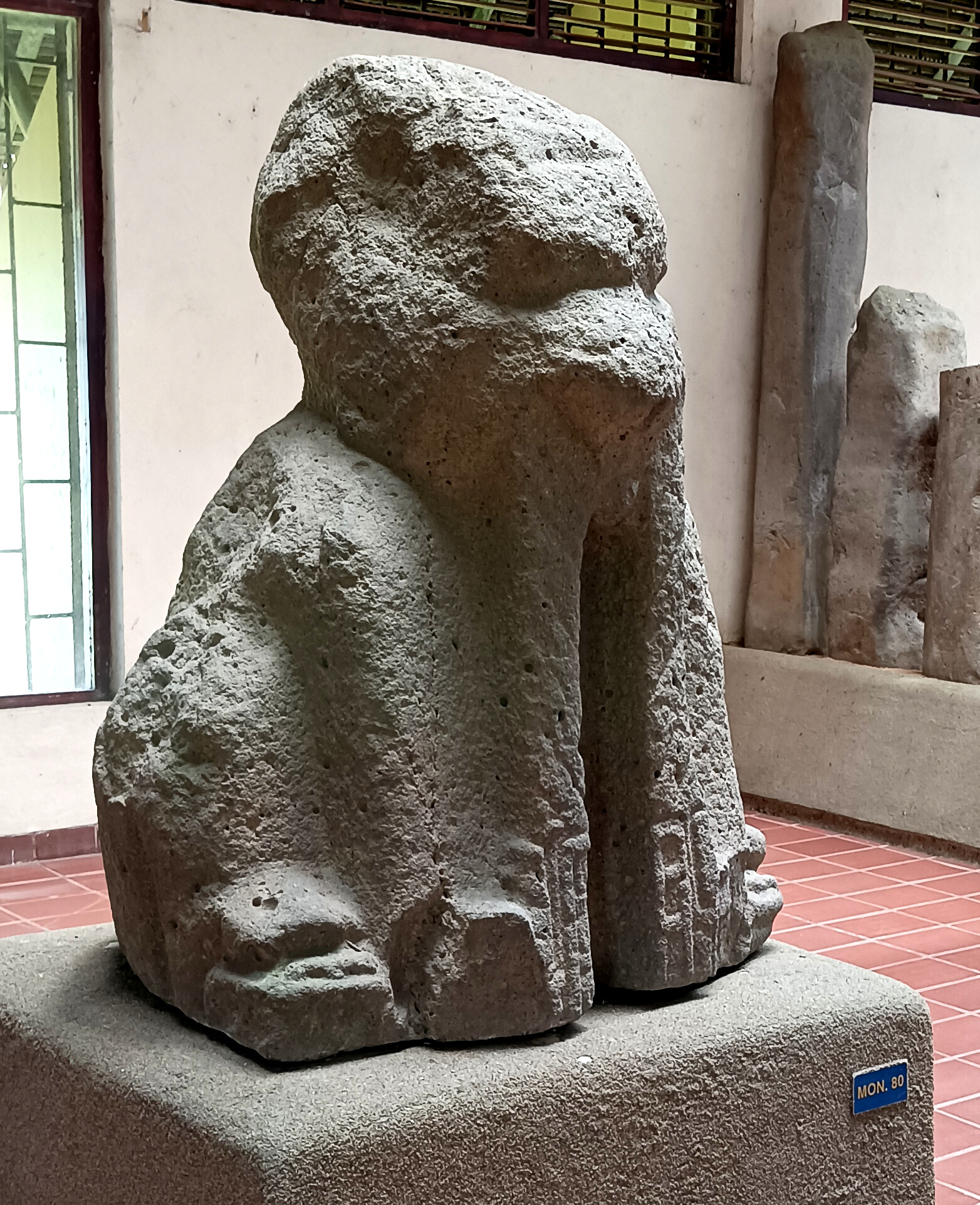
Памятник 80
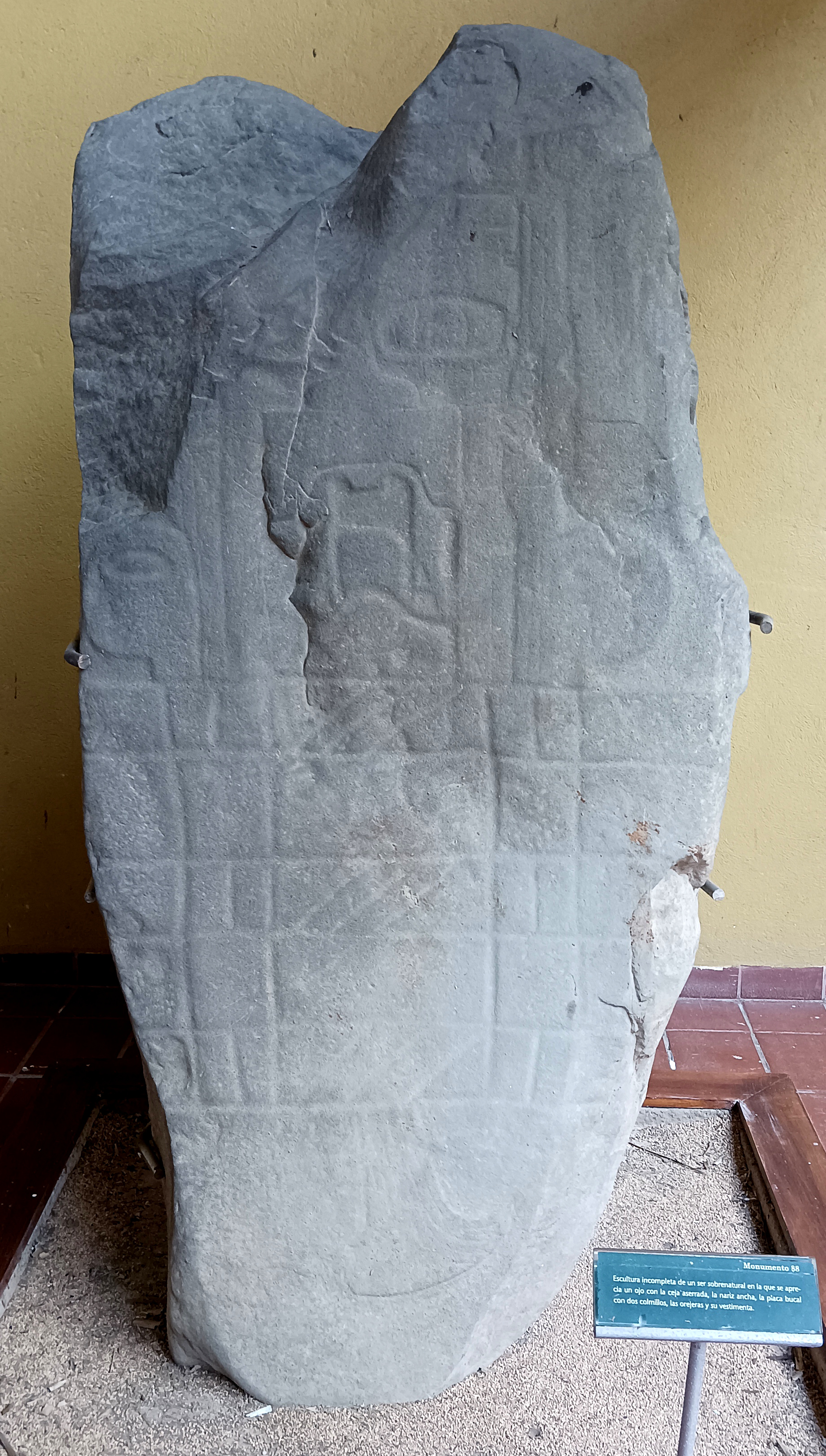
Памятник 88
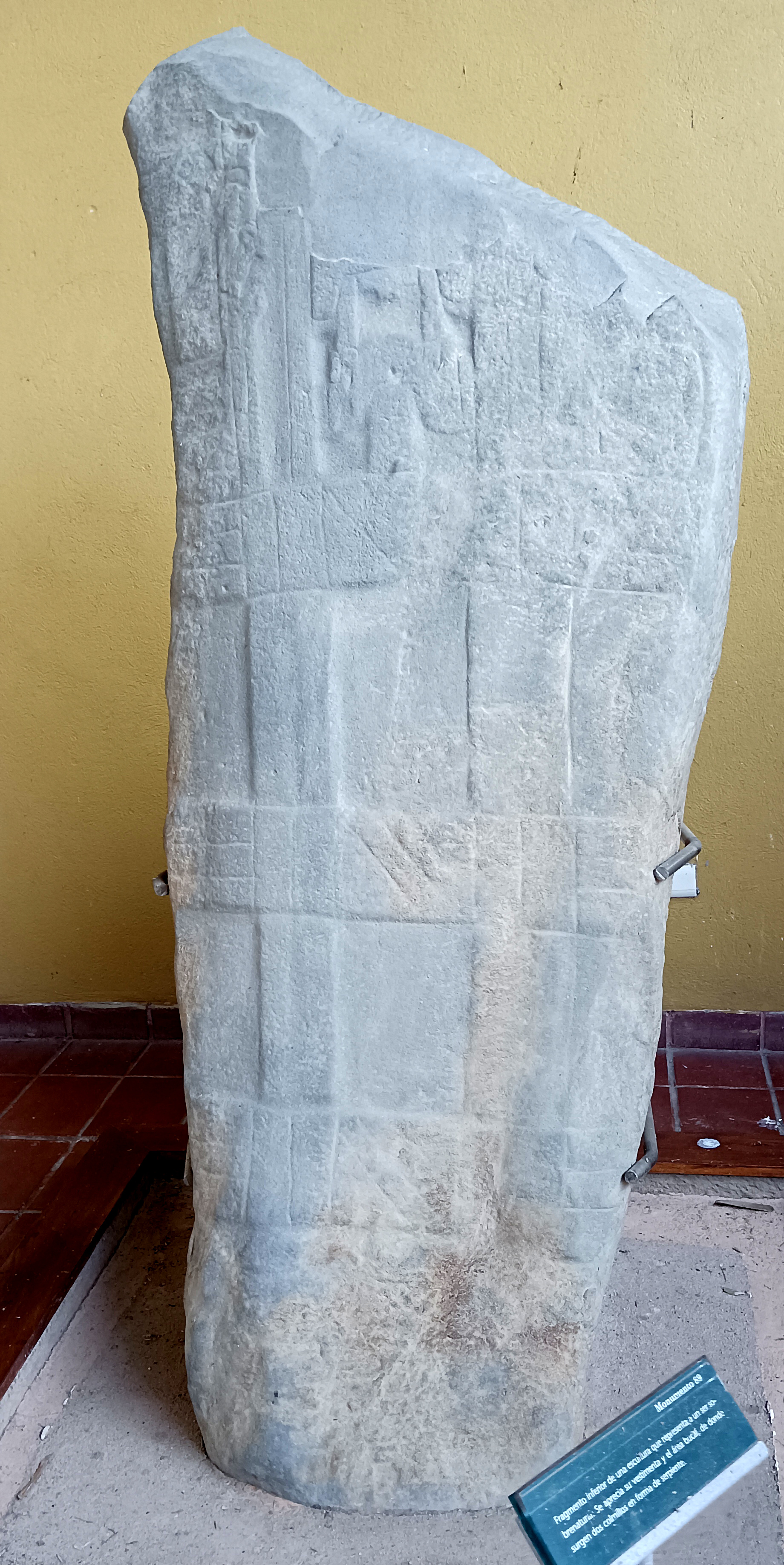
Памятник 89
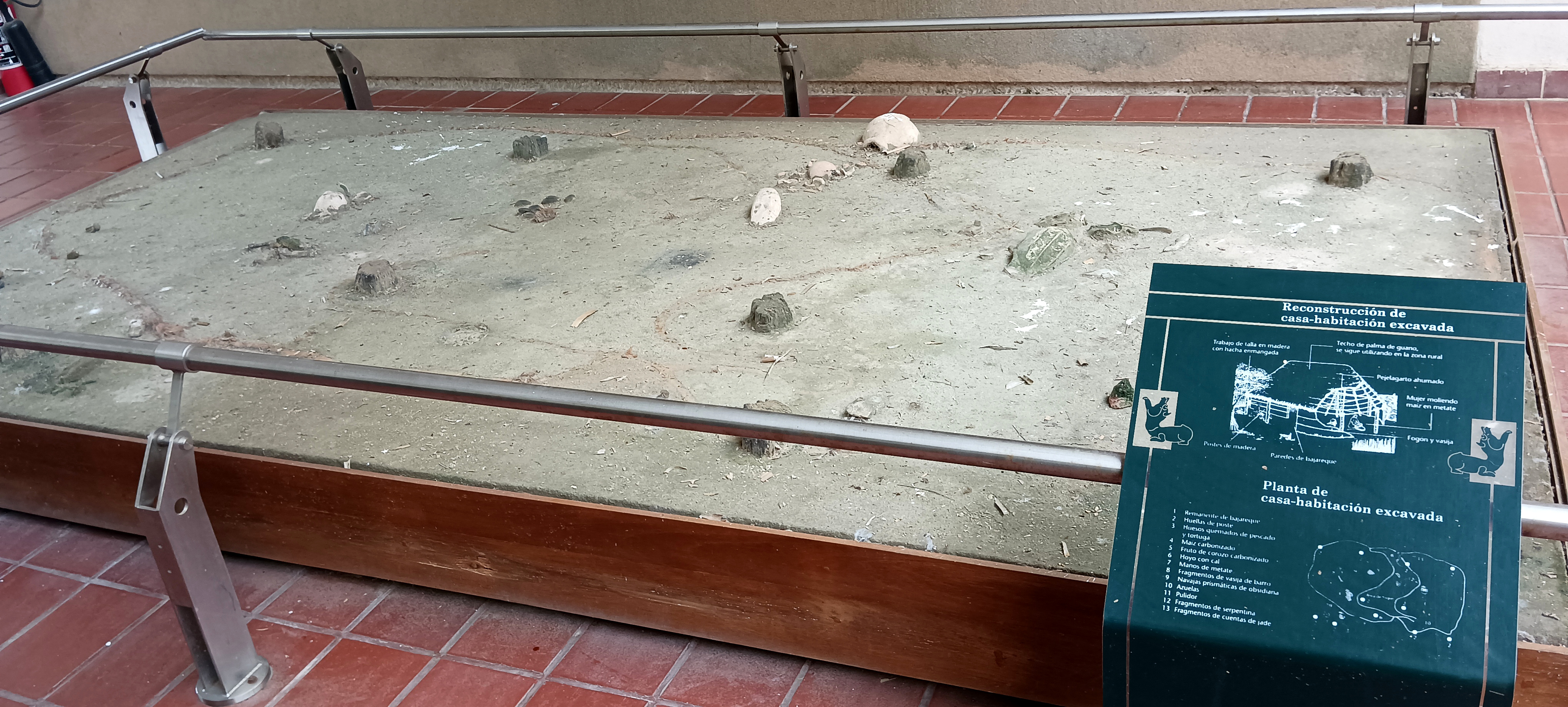
Реконструкция плана жилища ольмеков
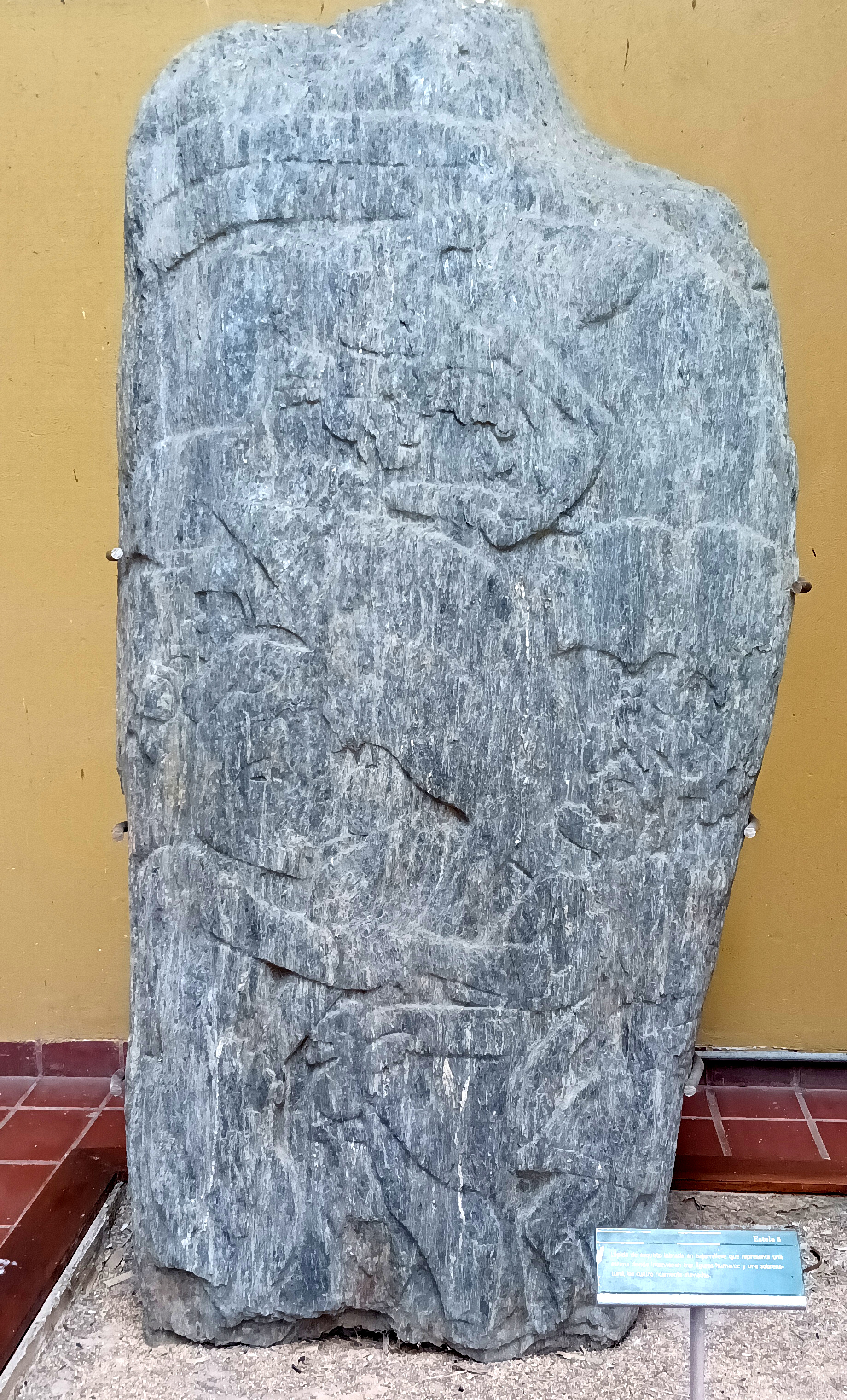
Стела 5, сделанная из серпентина

## Другие артефакты

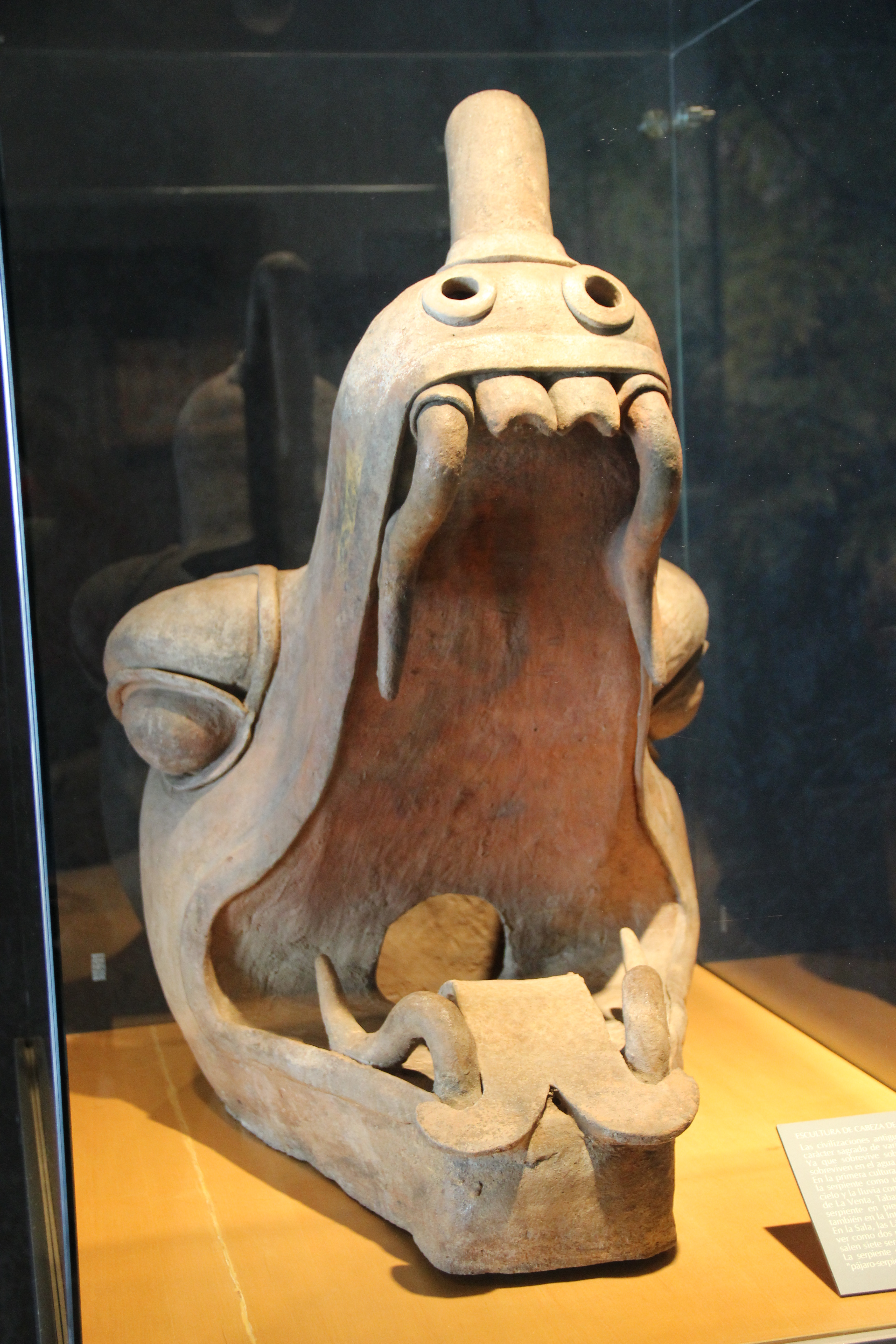
Голова змея
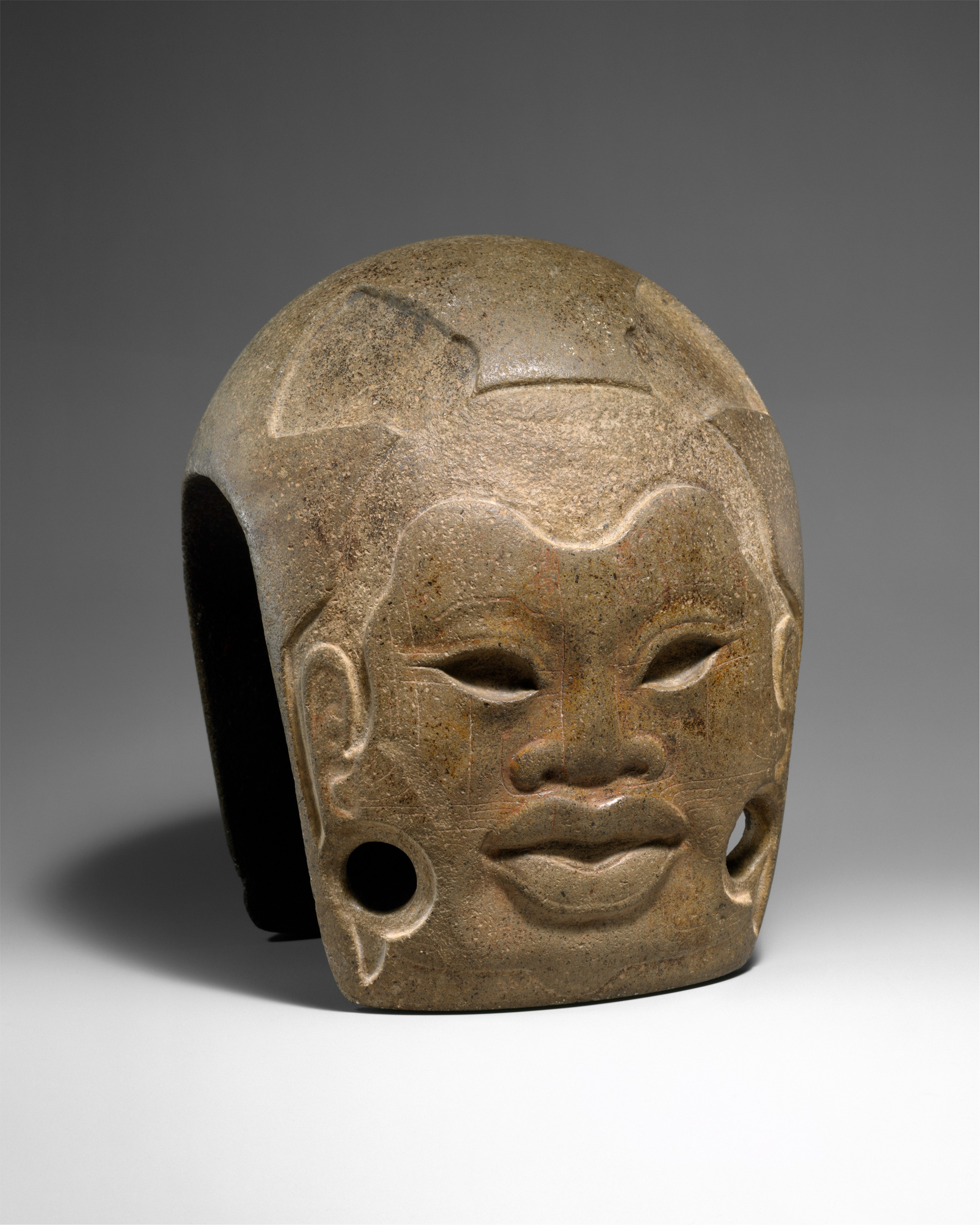
Выпуклая скульптура
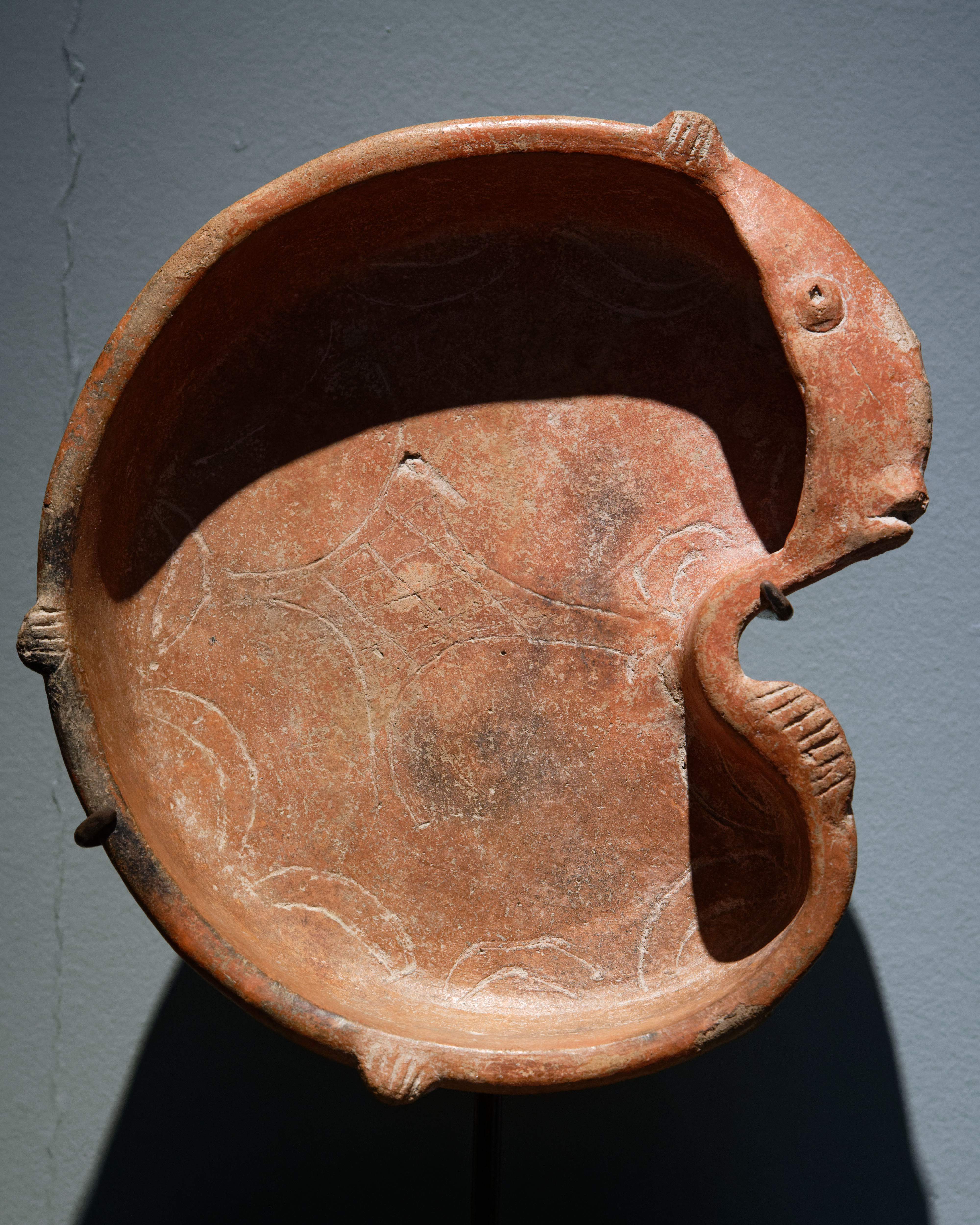
Терракотовая чаша
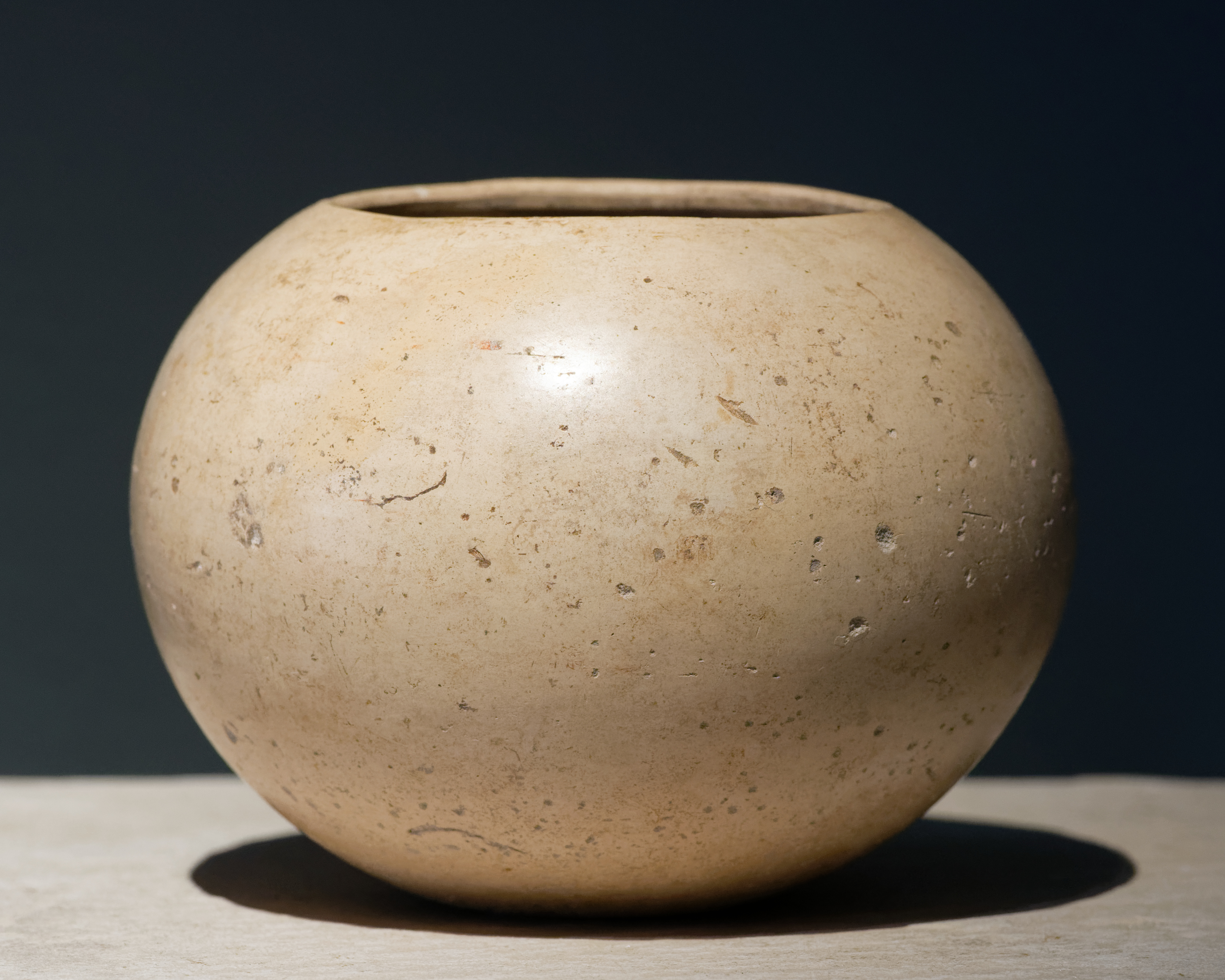
Малая чаша, 1200-900 г.д.н.э
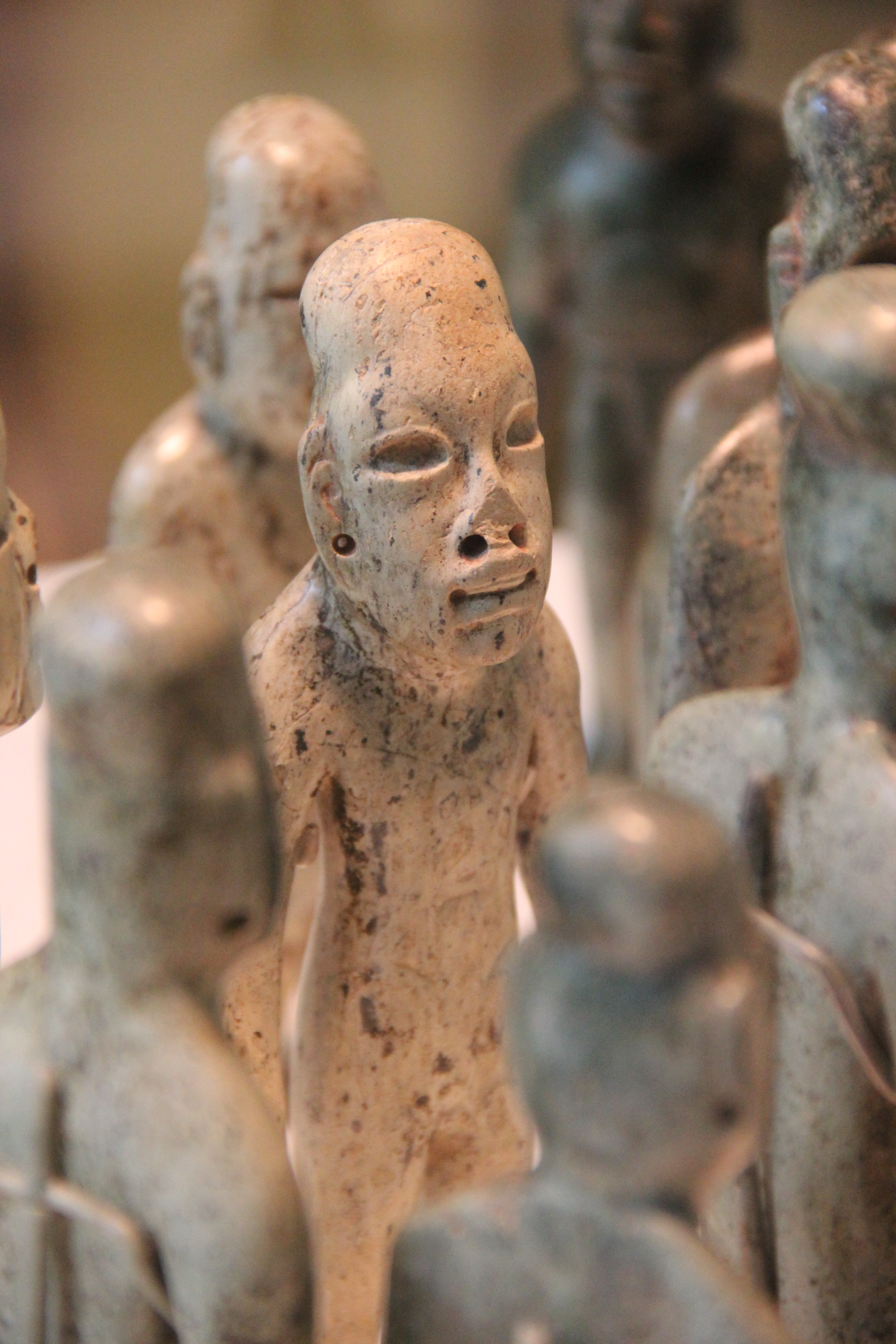
Фигурки людей
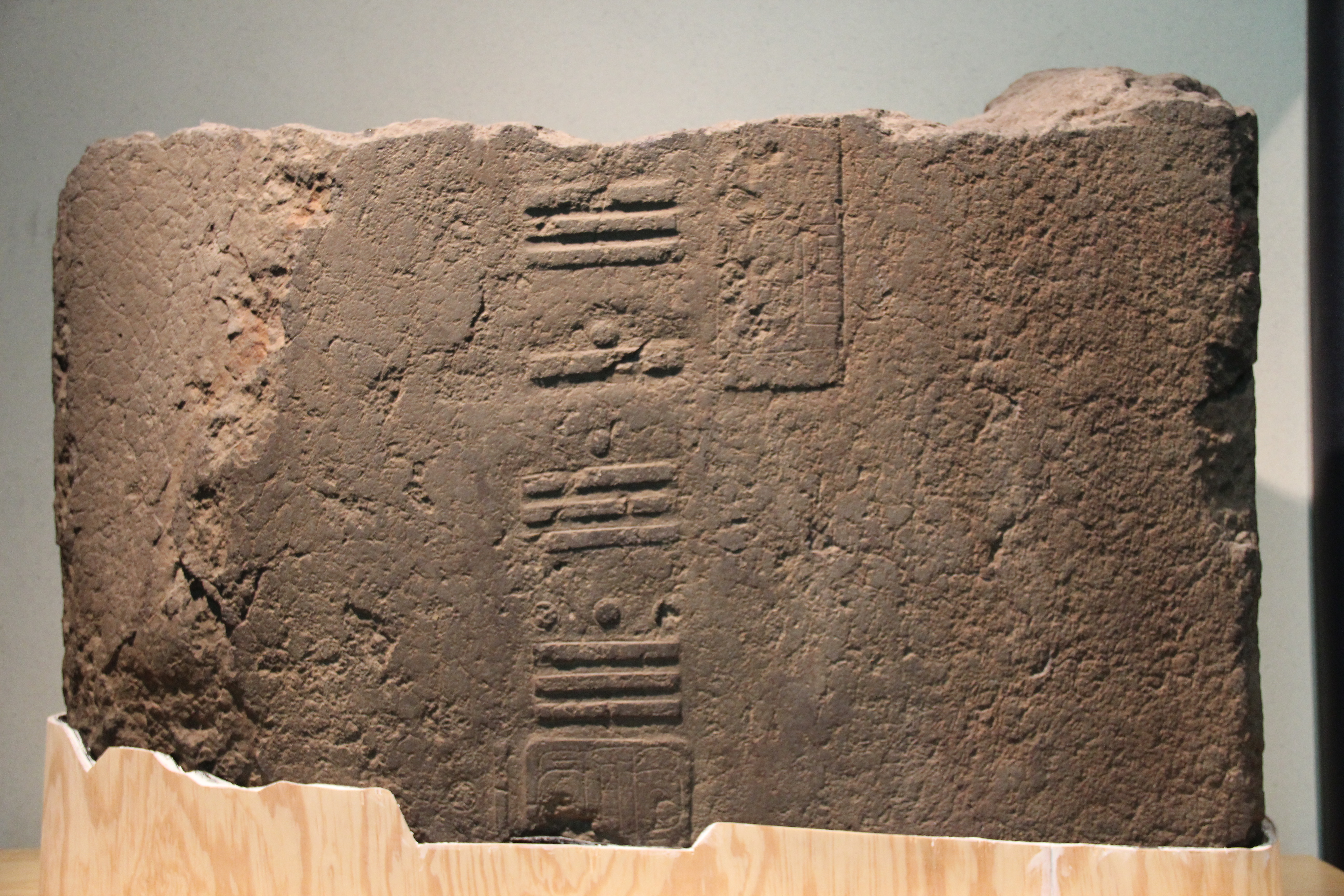
Изображение чисел на камне
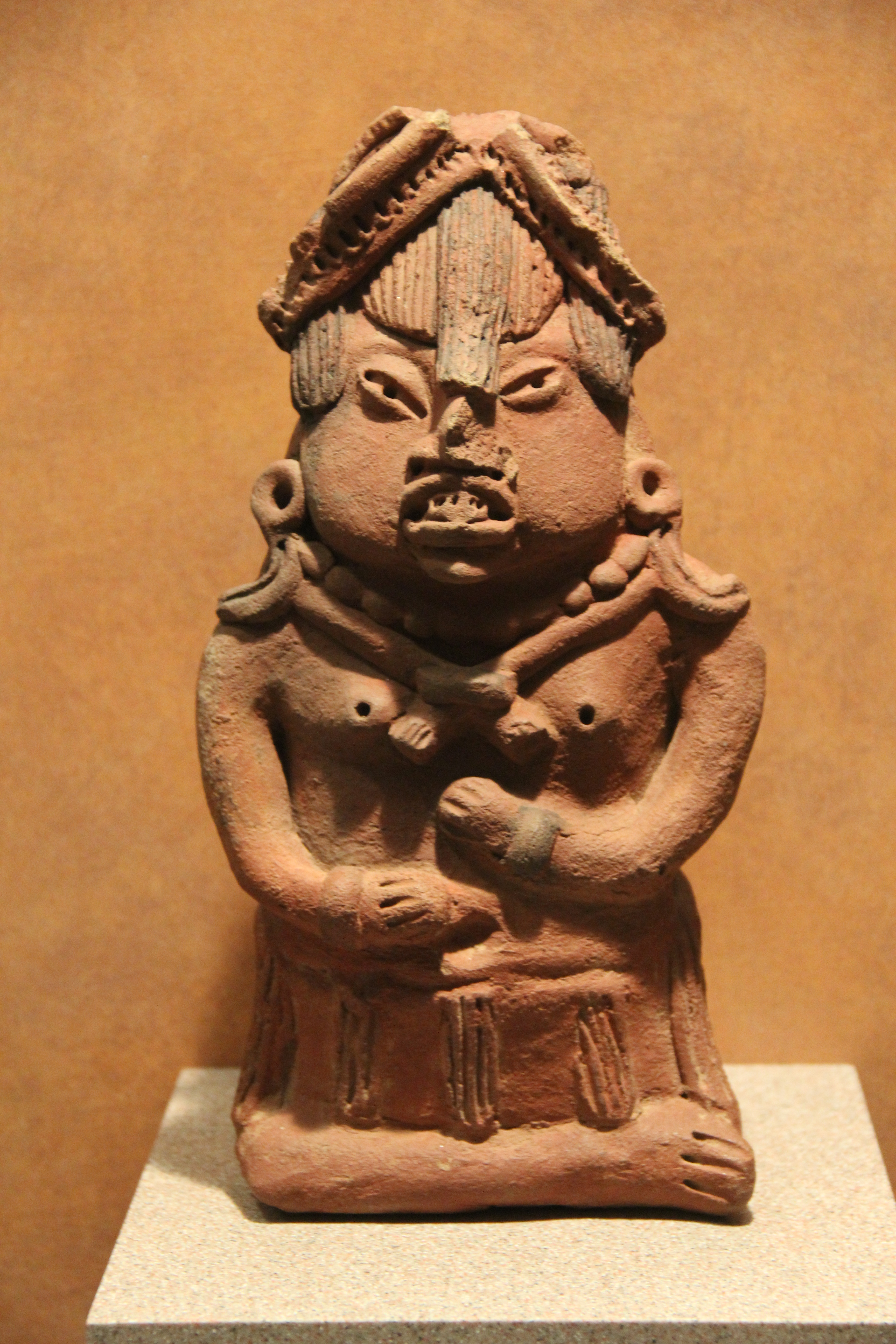
Глиняная фигура человека
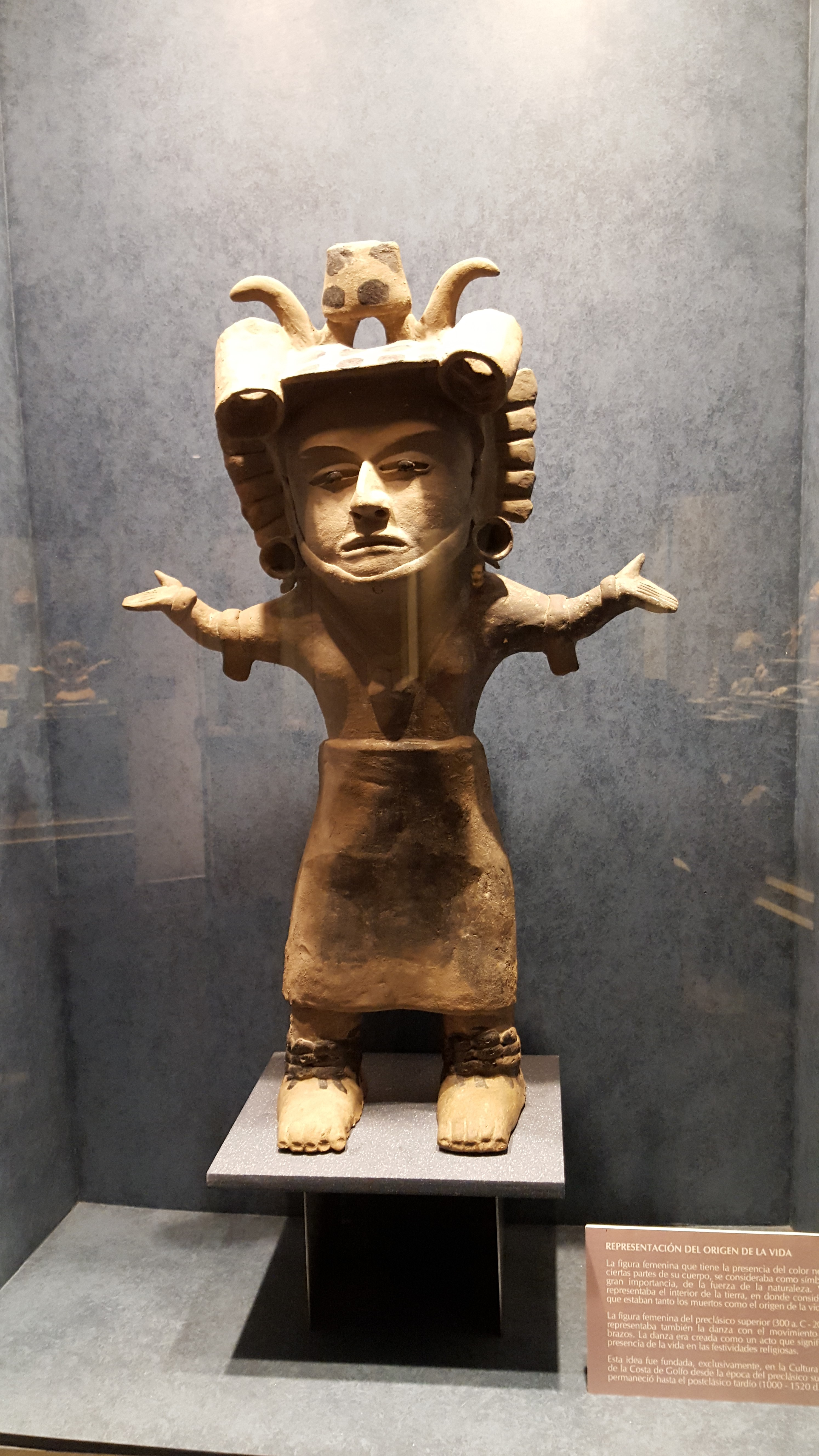
Глиняная статуя человека
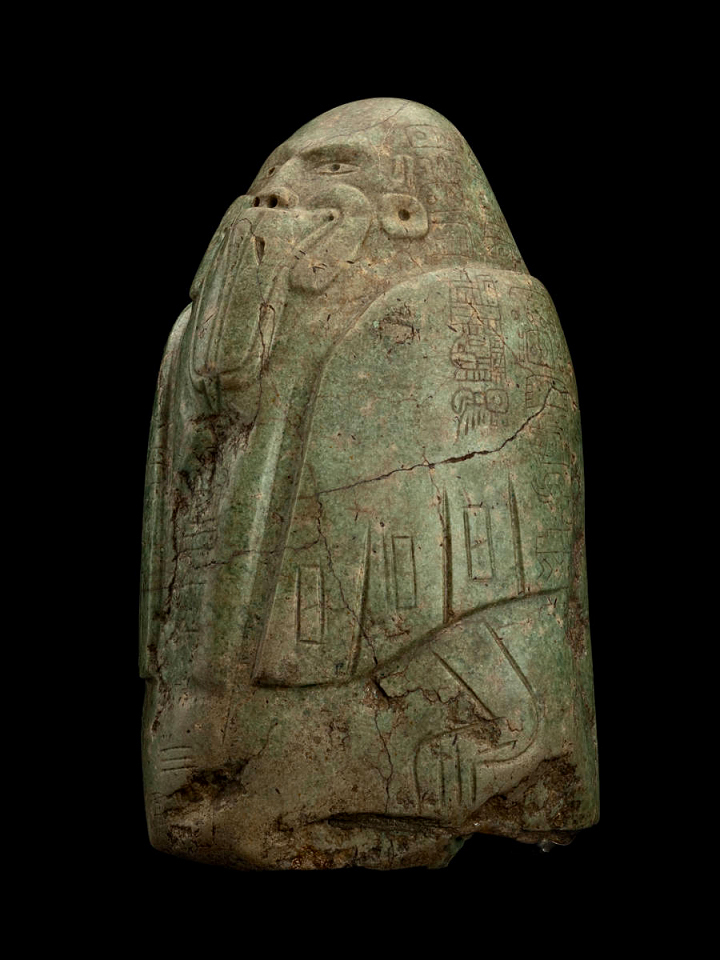
Каменная фигура
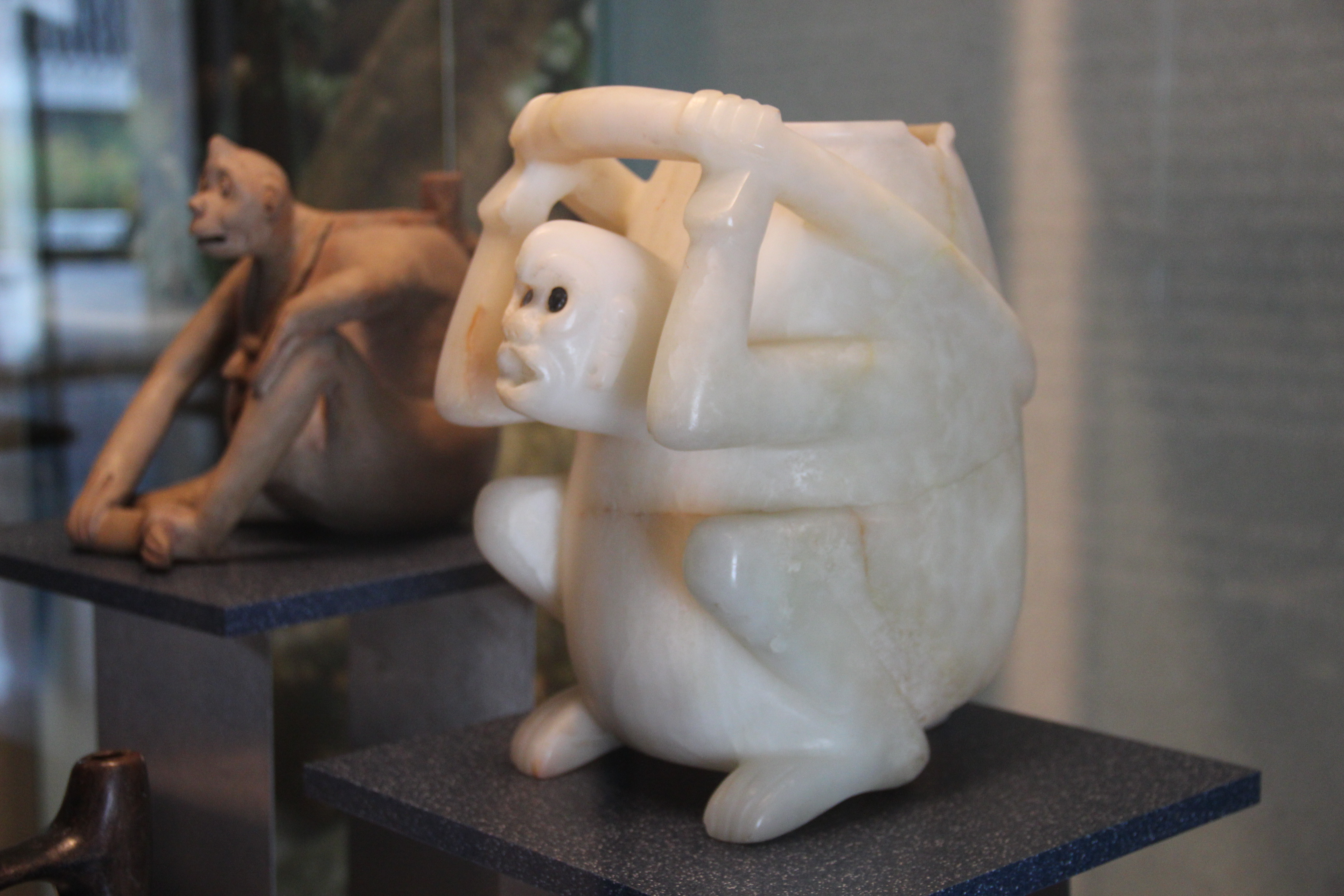
Фигура обезьяны
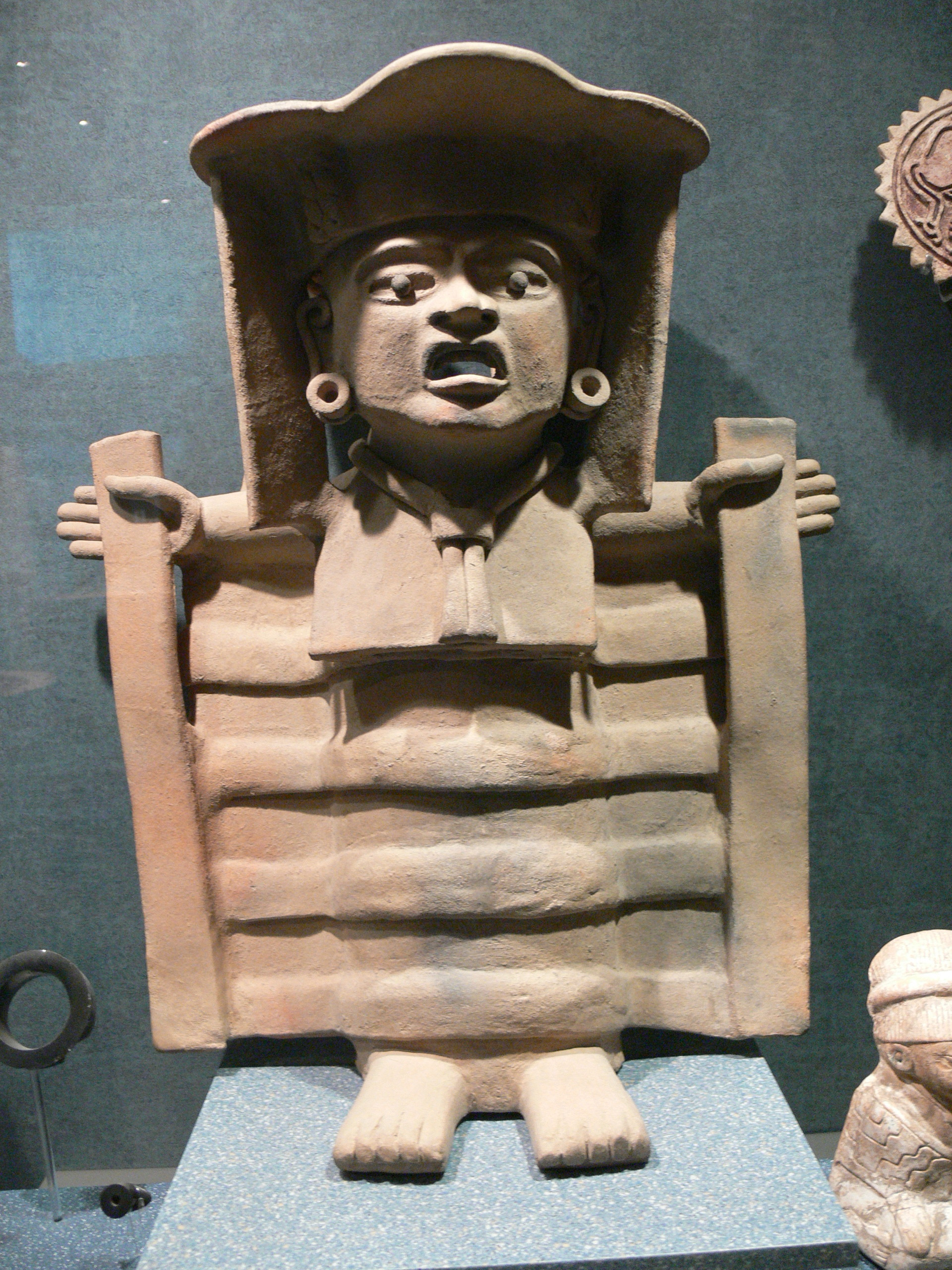
Ольмекская богиня хлопка